# دانش در ۲۰۱۳
در سال ۲۰۱۳ میلادی پیشرفت‌های مهمی در دانش و فناوری به دست آمد. از میان آن‌ها می‌توان کشف تعداد بسیاری سیاره فراخورشیدی شبیه زمین، پیشرفت گوش، دندان و چشم مصنوعی زیست‌پذیر و قابل رشد و همچنین ورود یک شهاب سنگ در جو زمین و سقوط آن در روسیه که ویرانگرترین رویداد در نوع خود از سال ۱۹۰۸ بوده‌است را نام برد.
در این سال همچنین دانش پزشکی در خصوص درمان برخی بیماری‌ها مثل ایدز، سندرم آشر و لوکودیستروفی به پیشرفت‌های تازه‌ای دست یافت. در این سال همچنین پیشرفت‌های چشمگیری در رابطه با چاپگرهای سه‌بعدی و خودروهای خودگردان به دست آمد.
سازمان ملل متحد سال ۲۰۱۳ را سال جهانی همکاری آبی نامیده‌است.

## جوایز
- در ۳ ژوئن ۲۰۱۳ جایزه علمی یونسکو با نام جایزه دانشمند جوان انسان و کره مسکون به عطیه کاظمی مجرد از ایران اختصاص یافت. این جایزه به طرح پژوهشی عطیه کاظمی مجرد در حوزه توسعه پایدار در ذخیره‌گاه‌های زیست کره از طریق افزایش خدمات اکوسیستم می‌باشد.[۲][۳][۴]

## مسابقه‌ها
- ۲۰ تا ۲۲ ژوئن _ رقابت‌های جهانی روبات‌های زیر دریایی در شهر سیاتل برگزار می‌گردد. تیم دانشجویان دانشگاه آزاد اسلامی واحد ایذه برای شرکت در این رقابت اعزام می‌شوند.[۵]
- ۱۳ ژوئیه _ تیم المپیاد دانش آموزی ایران که در المپیاد جهانی کامپیوتر شرکت کرده بودند با کسب یک مدال طلا، دو مدال نقره و یک مدال برنز به مقام ششم جهان رسیدند.[۶]

## رویدادها، یافته‌ها و نوآفرینی‌ها

### ژانویه
- ۲ ژانویه

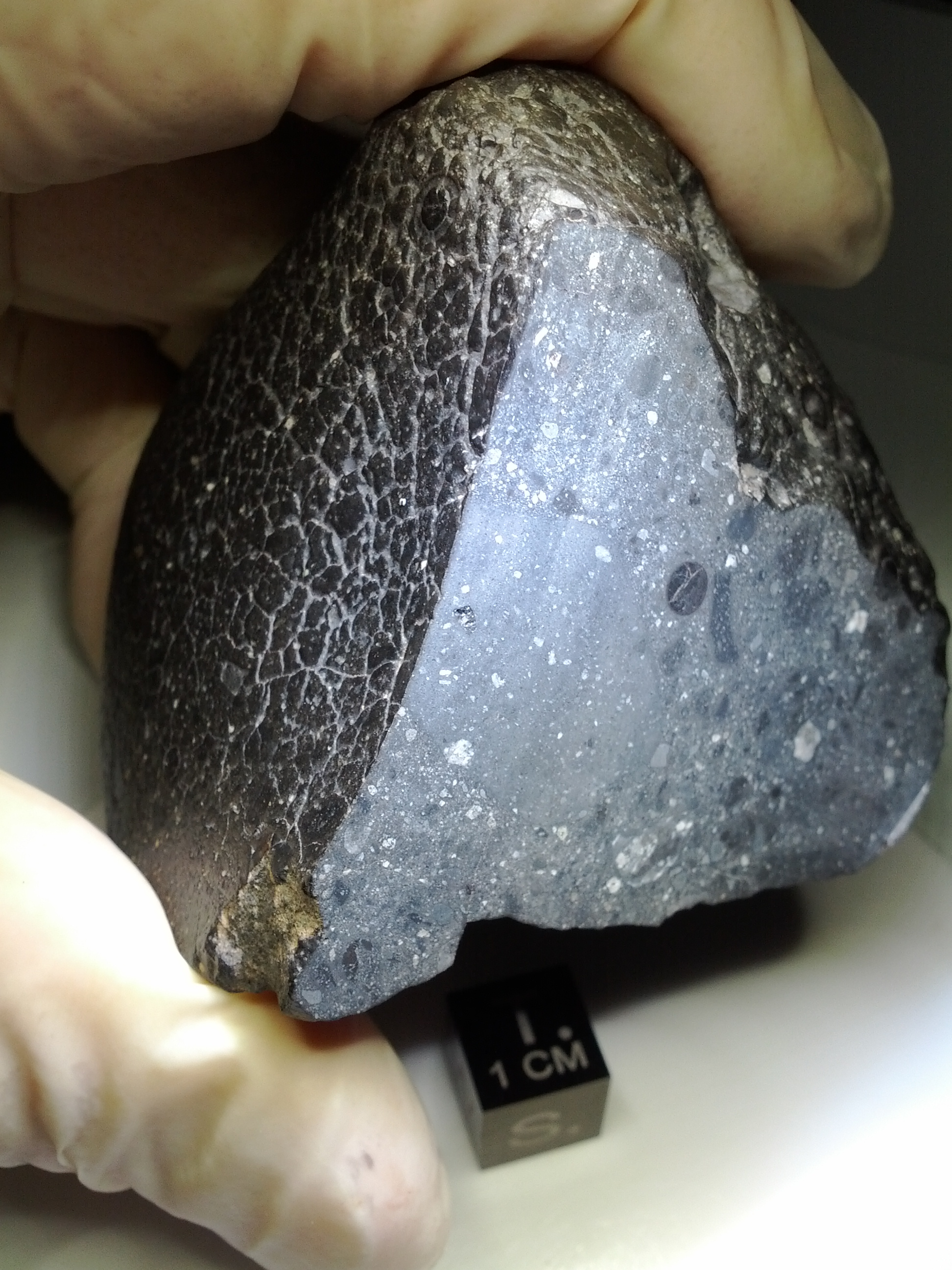
۳ ژانویه ۲۰۱۳: شهاب‌سنگ مریخی با نام شمال‌غربی آفریقا ۷۰۳۴ یا ان‌دبلیواِی ۷۰۳۴ با اسم مستعار سیاه زیبا. این جرم آسمانی نخستین نوع از سنگ‌های مریخی است که به صورتی غیرمعمول دارای مقدار زیادی آب است.

- پژوهشگران و ستاره‌شناسان مؤسسه فناوری کالیفرنیا اعلام کردند که در کهکشان راه شیری به ازای هر ستاره دست کم یک سیاره موجود است. این مؤسسه تعداد سیاره‌های فراخورشیدی را ۱۰۰ تا ۴۰۰ میلیارد عدد، برآورد کرده‌است. پژوهش بر روی سیاره‌های ستاره کپلر ۳۲ نشان می‌دهد که سامانه‌های سیاره‌ای ممکن است الگو و قاعده‌ای برای ستاره‌های کهکشان راه شیری به‌شمار بروند.[۷]
- یک جریان خروجی بسیار بزرگ از ذرات شارژ شده که به شکل یک آبفشان است، در مرکز کهکشان راه شیری کشف گردید. این جریان خروجی به کشیدگی و درازای ۵۰٬۰۰۰ سال نوری از صفحه کهکشانی است. محققین بر این باورند که سوخت و انرژِی این جریان شدید ذرات، از شکل‌گیری ستاره‌ها تأمین می‌شود.[۸][۹]
- ال‌جی الکترونیکس نخستین تلویزیون تجاری بر پایه دیود گسیل نور ارگانیک (OLED) را روانه بازار کرد. صفحه تلویزیونی این نسل از نمایشگرها به نسبت تلویزیون‌های ال‌سی‌دی متداول و نمایشگرهای پلاسما بسیار نازک‌تر، کارآمدتر، تواناتر و واضح‌تر هستند.[۱۰]
- ۳ ژانویه
- فیزیکدانان ذرات یک گاز کوانتومی بر پایه پتاسیم ساختند. این گاز هنگامی که تحت تأثیر لیزر و میدان مغناطیسی قرار می‌گیرد به دماهای منفی می‌رسد. در این دمای ترمودینامیکی، ماده شروع به بروز دادن خواص ناشناخته پیشین می‌کند.[۱۱][۱۲]
- دانشمندان یک شهاب‌سنگ مریخی (Martian meteorite) به نام شمال‌غربی آفریقا ۷۰۳۴ (ان‌دبلیواِی ۷۰۳۴) را که در صحرای بزرگ آفریقا پیدا شده بود مورد تجزیه و تحلیل قرار دادند. این شهاب‌سنگ که در سال ۲۰۱۱ از مراکش خریداری شده بود، نخستین نوع از سنگ‌های مریخی است که به صورتی غیرمعمول دارای مقدار زیادی آب است.[۱۳][۱۴][۱۵]
- پژوهشگران آمریکایی می‌گویند ژنی که حامل ویژگی‌ها و صفات شخصیتی افراد است با طول عمر شخص نیز در ارتباط است.[۱۶][۱۷]
- ۴ ژانویه
- نخستین عمل جراحی پیوند دست در بریتانیا با موفقیت انجام شد.[۱۸]
- شرکت تویوتا خودروی خودگردانی را معرفی کرد که قادر است محیط اطرافش را مورد ارزیابی قرار داده و نسبت به تغییرات آن واکنش نشان دهد. این خودرو همچنین می‌تواند نقش یک هشداردهنده را برای راننده خود ایفا کند و با دیگر وسایل نقلیه ارتباط برقرار نماید.[۱۹]
- ۶ ژانویه
- محققین بریتانیایی موفق به معالجه موش‌های نابینا شدند. آن‌ها این عمل را با تزریق سلول‌های حساس به نور انجام دادند. پیرو آزمایش‌های بیشتر، این پژوهش می‌تواند موجبات بهبود بیمارانی که از رنگدانه‌ای شدن شبکیه چشم رنج می‌برند را حاصل نماید.[۲۰][۲۱]
- چین اعلام کرد که در خصوص تولید و توسعه فناوری ساخت ربات‌های صنعتی پیشرفت چشمگیری داشته‌است. مقام‌های این کشور نرخ پیشرفت این صنعت را ۱۰٪ در یک سال گزارش کرده‌اند.[۲۲]

- ۷ ژانویه

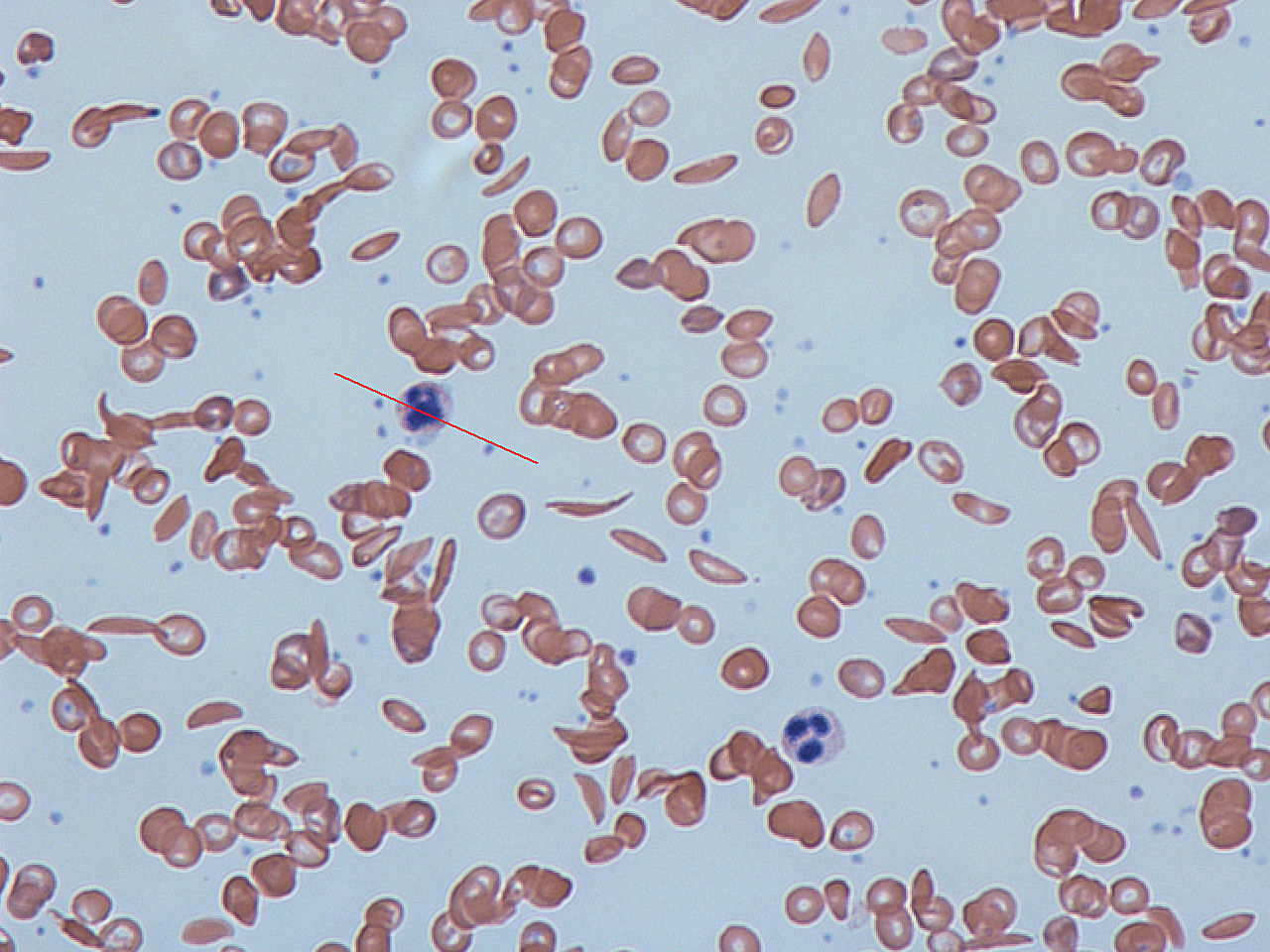
۹ ژانویه ۲۰۱۳: دانشمندان آزمایشی را برای درمان سرطان انجام دادند. در این پژوهش از سلول‌های داسی‌شکل (تصویر) استفاده کردند. سلول‌های داسی‌شکل می‌توانند در اثر کمبودشان در خون، مجبور گردند که به یاخته‌های سرطانی تمورهایی که در مقابل درمان مقاومت می‌کنند، یورش ببرند.

- رکورد بالاترین درجه حرارت در استرالیا شکسته شد و به متوسط دمای ۴۰ C° رسید. این افزایش حرارت باعث گردید آتش‌سوزی شدیدی در بوته‌زارهای استرالیا روی دهد.[۲۳][۲۴]
- کشف تعدادی قرص روی که به صورت قابل توجهی تحت محافظت و نگهداری قرار داده شده بودند. این قرص‌ها در یک کشتی متروک و ویران شده رومی به قدمت حدود ۲۰۰۰ سال پیدا شد. این اکتشاف اسرار جدیدی را از پزشکی در روم باستان به پژوهشگران تاریخ علم پزشکی تقدیم کرد.[۲۵][۲۶]
- ستاره‌شناسان مرکز اخترفیزیک هاروارد-اسمیتسونین در گزارش خود اعلام کردند دست کم ۱۷ میلیارد سیاره فراخورشیدی زمین‌سان در کهکشان راه شیری مستقر می‌باشد.[۲۷]
- ۸ ژانویه
- نمایشگاه کالاهای مصرفی الکترونیکی در سال ۲۰۱۳ در لاس وگاس نوادا افتتاح شد. در میان محصولات جدید در معرض نمایش درآمده می‌توان به تبلت دیود گسیل نور ارگانیک انعطاف‌پذیر، خودروهای خودگردان، تله‌رباتیک پزشکی، تلویزیون وضوح بسیار بالا و تراشه‌هایی با کارآمدی بسیار بالا اشاره کرد.[۲۸][۲۹][۳۰]
- شرکت نظامی راین متال آلمان با موفقیت یک لیزر پر قدرت نظامی را طراحی و تولید کرد. این لیزر می‌تواند هواپیماهای پهپاد را در میانه پروازشان تخریب کند. این نوع لیزر تخریبی از فاصله یک مایلی (۱۶۰۰ متر) قادر است بدنه فولادی پهپاد را شکافته و به داخل هواپیما نفوذ کند. این ویژگی تخریبی حتی در آب و هوای نامساعد هم دچار اختلال نمی‌گردد. این شرکت قصد دارد با گسترش تحقیقات خود کارایی این لیزر را در جهت تخریب دیگر وسایل نقلیه نظامی در میادین جنگی افزایش دهد.[۳۱][۳۲]
- اخترشناسان ایالات متحده آمریکا از کشف هفت دنباله‌دار فراخورشیدی خبر دادند. این تعداد دو برابر موارد شناخته شده قبلی در نوع خود می‌باشد. این دستیابی نجومی توسط رصدخانه مک‌دونالد در تگزاس انجام شده‌است. منجمین این رصدخانه در پی نشانه‌های شیمیایی بخش پایانی (دم) دنباله‌ها در هنگامی که این دنباله‌ها توسط ستاره مولد و میزبانشان حرارت می‌بینند، می‌باشند.[۳۳]
- ستاره‌شناسان مأموریت کپلر می‌گویند سیاره‌ای همانند زمین موجود است که قابل سکونت می‌باشد. دانشمندان می‌گویند این سیاره که به اسم کپلر ۶۹سی نامیده شده‌است همانند سیاره‌های سامانه خورشیدی در مداری ویژه پیرامون ستاره‌ای می‌چرخد. این سیاره فراخورشیدی احتمالاً نخستین سیاره‌ای است که در آن زندگی خارج از زمین وجود دارد.[۳۴]

- ۹ ژانویه

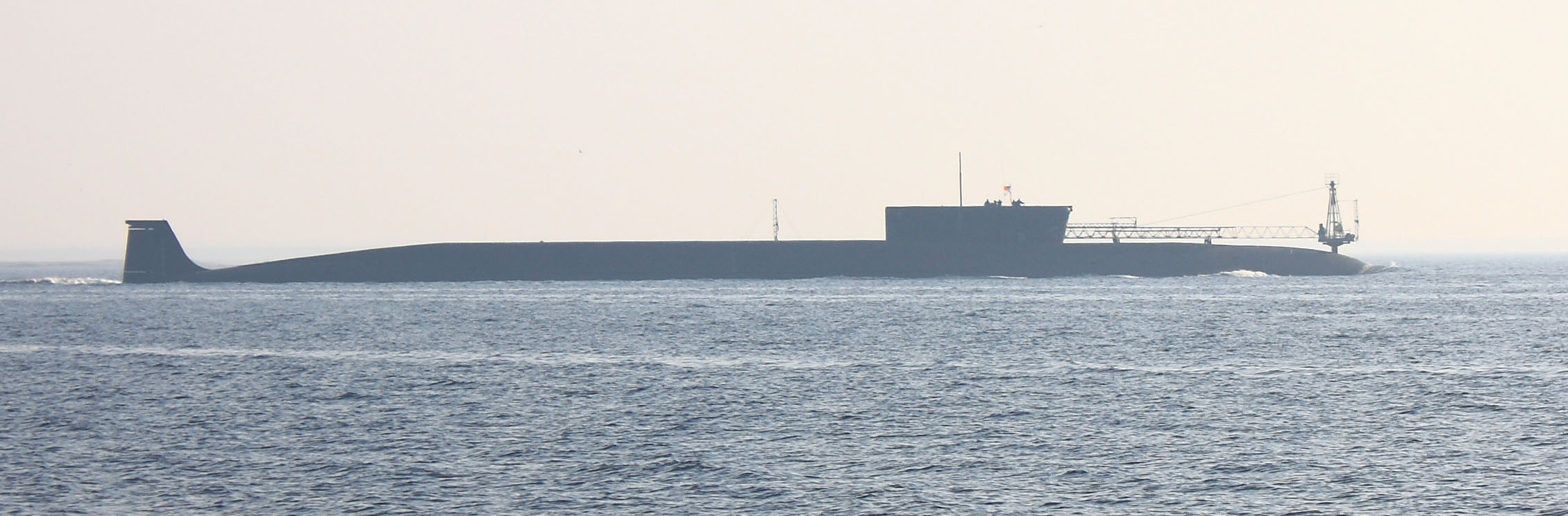
۱۰ ژانویه ۲۰۱۳: زیردریایی یوری دولگوروکی از نوع زیردریایی هسته‌ای مجهز به محفظه‌ای مخصوص برای فرار خدمه در هنگام خطر

- عامل بازدارنده گاما سکرتاز بر روی سلول‌های مویین گوش درونی اثر احیاءکننده دارد. این دستاورد برای درمان مؤثر ناشنوایی بسیار با ارزش است. گاما سکرتاز سابقاً برای درمان آلزایمر مورد آزمایش قرار گرفته بود.[۳۵]
- دورترین ابرنواختر شناخته شده، توسط تلسکوپ هابل کشف شد. فاصله این ابرنواختر حدود ۱۰ میلیارد سال نوری است.[۳۶][۳۷][۳۸]
- پژوهشگران پزشکی می‌گویند سلول‌های داسی‌شکل ممکن است در اثر کمبودشان در خون، مجبور شوند که به سلول‌های سرطانی تمورهایی که در برابر درمان مقاومت می‌کنند، حمله کنند. این سیستم روشی نو برای درمان سرطان گزارش شده‌است.[۳۹][۴۰]
- پژوهشگران دانشگاه کویینز کانادا موفق به ساخت تبلتی شدند که ضخامت آن به اندازه یک برگ کاغذ است. این رایانه همچنین بسیار انعطاف‌پذیر می‌باشد.[۴۱][۴۲]
- ۱۰ ژانویه
- بنا بر گزارش نهاد بریتانیایی مهندسان مکانیک (IME)، نیمی از مواد غذایی در سرتاسر دنیا اسراف شده و به هدر می‌رود.[۴۳]
- اداره عمومی فانوس‌های دریایی بریتانیا یک سیستم پشتیبانی ناوبری را فعال کرده‌است. این سامانه کشتی‌ها را در شرایطی که سیستم موقعیت‌یاب آن‌ها با مشکل مواجهه شده‌است، راهنمایی کرده و آن‌ها را به منظور هدایت و ناوبری خود توانمند و تجهیز می‌کند.[۴۴]
- نخستین زیردریایی روسیه از نوع زیردریایی هسته‌ای و با نام زیردریایی یوری دولگوروکی، توسط نیروی دریایی این کشور راه‌اندازی شد. این زیر دریایی شامل یک محفظه فرار است. هنگامی که بدنه زیردریایی می‌شکند، خدمه می‌توانند خود را نجات داده و از خطر فرار کنند.[۴۵]
- شرکت آمریکایی ترکینگ پوینت از نوعی تفنگ شکاری رونمایی کرد. میدان دید و هدف‌گیری این سلاح رایانه‌ای است و مجهز به نرم‌افزارهای هدف‌گیری و سیستم مسافت‌یاب لیزری است. تجهیزات کامپیوتری این تفنگ به منظور نشانه‌گیری بسیار دقیق تعبیه شده‌است. کاربران مبتدی نیز به راحتی می‌توانند با این تفنگ شکاری به هدف مشخص شلیک کنند. این سلاح مجهز به سامانه وای-فای است و قادر می‌باشد مختصات هدف‌گیری و تاریخ شلیک را ثبت کند. تکنولوژی این سلاح امکان پیگیری جرائم را به مراجع قانونی و حقوقی داده و کار آن‌ها را برای کشف جرم و زمان رویداد تخلف آسان می‌کند.[۴۶][۴۷]
- ۱۱ ژانویه
- شیمی‌دانان دانشگاه منچستر موفق به ساخت یک ماشین مولکولی شدند. اندازه این ماشین فقط چند نانومتر است. اجزاء این ماشین می‌توانند با الگوی ساختمانی مولکولی شبیه ریبوزوم در دی ان ای بر روی هم سوار گردند. این نوآوری می‌تواند دقیقاً و به‌طور الگو در علم پزشکی و پلیمر مورد استفاده قرار گیرد.[۴۸][۴۹]
- ستاره‌شناسان یک خوشه بسیار بسیار عظیم اختروش را کشف کردند. این اختروش به پهنای تقریبی ۴ میلیارد سال نوری می‌باشد و بزرگترین و درخشان‌ترین ساختار فضایی در کل عالمی که تاکنون شناخته شده‌است، می‌باشد. این ابر اختروش ۱۶۰۰ برابر فاصله کهکشان راه شیری و کهکشان همسایه آن کهکشان زن برزنجیر (آندرومدا) می‌باشد.[۵۰]
- مشاهدات جدید و بسیار دقیق از ۹۹۹۴۲ آپوفیس، نظریه برخورد این سیارک به زمین را در سال ۲۰۳۶ مردود می‌کند. پیشتر دانشمندان نسبت به قرار گرفتن سیاره زمین در گذرگاه این سیارک گزارشاتی ارائه داده بودند.[۵۱]
- دانشمندان موفق به ساخت دستگاهی شدند که می‌تواند با سرعت و دقت بالا عفونت دستگاه تنفسی را تشخیص داده و بازشناسی کند. این دستگاه شبیه الکل‌سنج تنفسی می‌باشد.[۵۲][۵۳]
- ۱۲ ژانویه
- منابع رسمی می‌گویند آلودگی هوا در پکن بسیار بیشتر از قبل شده‌است و سلامت انسان را به مخاطره می‌اندازد. مواد سمی در پکن ۲۰ برابر بیشتر از استانداردهای سازمان بهداشت جهانی است.[۵۴]
- ۱۳ ژانویه
- پزشکان ماساچوست آمریکا یک اسکنر پزشکی به اندازه یک قرص اختراع کردند که می‌تواند به راحتی و با ایمنی توسط بیماران بلعیده شود. این اسکنر به آسانی مری را اسکن می‌کند و در تشخیص بیماری‌ها به پزشکان کمک می‌کند.[۵۵]
- ۱۵ ژانویه
- نخستین موزه محصولات تولید شده با پرینتر ۳-بعدی در چین افتتاح شد.[۵۶]
- ۱۸ ژانویه
- مخترعین ژاپنی عینکی تولید کرده‌اند که بدون ایجاد مزاحمت برای دید فرد، در کار سیستم‌ها و نرم‌افزارهای تشخیص چهره اختلال ایجاد می‌کند. دو دانشمند اهل ژاپن از مؤسسه ملی انفورماتیک توکیو و دانشگاه کوگاکیون عینکی طراحی کرده‌اند که مانع کار سامانه تشخیص چهره موتورهای جست‌وجوی اینترنتی و شبکه‌های اجتماعی می‌شود.[۵۷]

- ۲۰ ژانویه

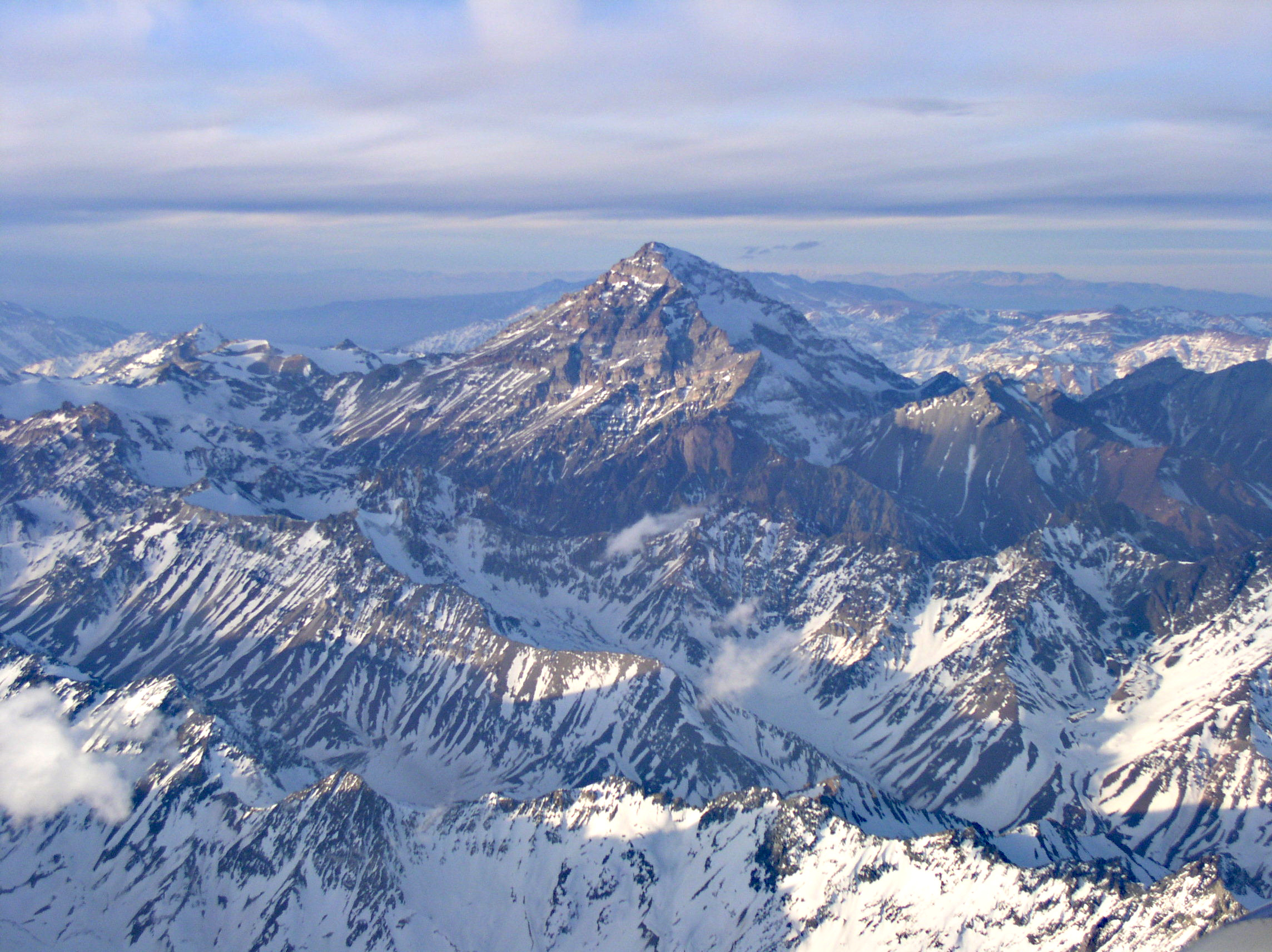
۲۲ ژانویه: زمین شناسان می‌گویند که یخچال‌های رشته کوه آند به صورت فزاینده‌ای در حال آب شدن هستند.

- دانشمندان ثابت کردند که ساختار مارپیچی چهارتایی دی‌ان‌ای در سلول‌های انسان وجود دارد.[۵۸]
- ۲۱ ژانویه
- یک مهندس هلندی الگوهای خود را برای بنای نخستین ساختمان‌های کامل با چاپگر سه بعدی که از منظره‌های طبیعی سطح زمین الهام گرفته و به صورت افقی ساخته می‌شود، ارائه داد. این ساختمان‌ها به نوعی طراحی شده‌اند که همانند نوار موبیوس هستند، نواری که دو لبه آن برهم قرار گرفته و حلقه‌ای را حاصل می‌کنند.[۵۹]
- ۲۲ ژانویه
- یخ شناسان فرانسوی طی گزارشی اعلام کردند که یخچال‌های رشته کوه آند به صورت فزاینده‌ای در حال ذوب شدن هستند. آن‌ها این تغییر فیزیکی را بی‌سابقه می‌دانند.[۶۰]
- شرکت ان‌ای‌سی و کورنینگ موفق به ساخت و توسعه کابلی از جنس فیبر نوری شده‌اند که می‌تواند اطلاعات را با سرعت یک پتابیت بر ثانیه منتقل کند. این سرعت عبور اطلاعات یک رکورد محسوب می‌گردد.[۶۱]
- ۳۱ ژانویه
- آزمایشگاه ملی انرژی‌های تجدیدپذیر به همراه شرکت سولار جانکشن توانستد سلول خورشیدی ویژه‌ای بسازند که در مقایسه با سلول‌های فتو ولتائیک عادی از راندمان بیشتری برخوردار هستند.[۶۲]

### فوریه
- ۲ فوریه
- ایران هواپیمای رادارگریز قاهر اف-۳۱۳ را رونمایی کرد.[۶۳]
- ۹ فوریه
- زمین لرزه‌ای به بزرگی ۶٫۹ ریشتر در استان نارینو در کلمبیا en:2013 Nariño earthquake رخ داد.

- ۱۵ فوریه

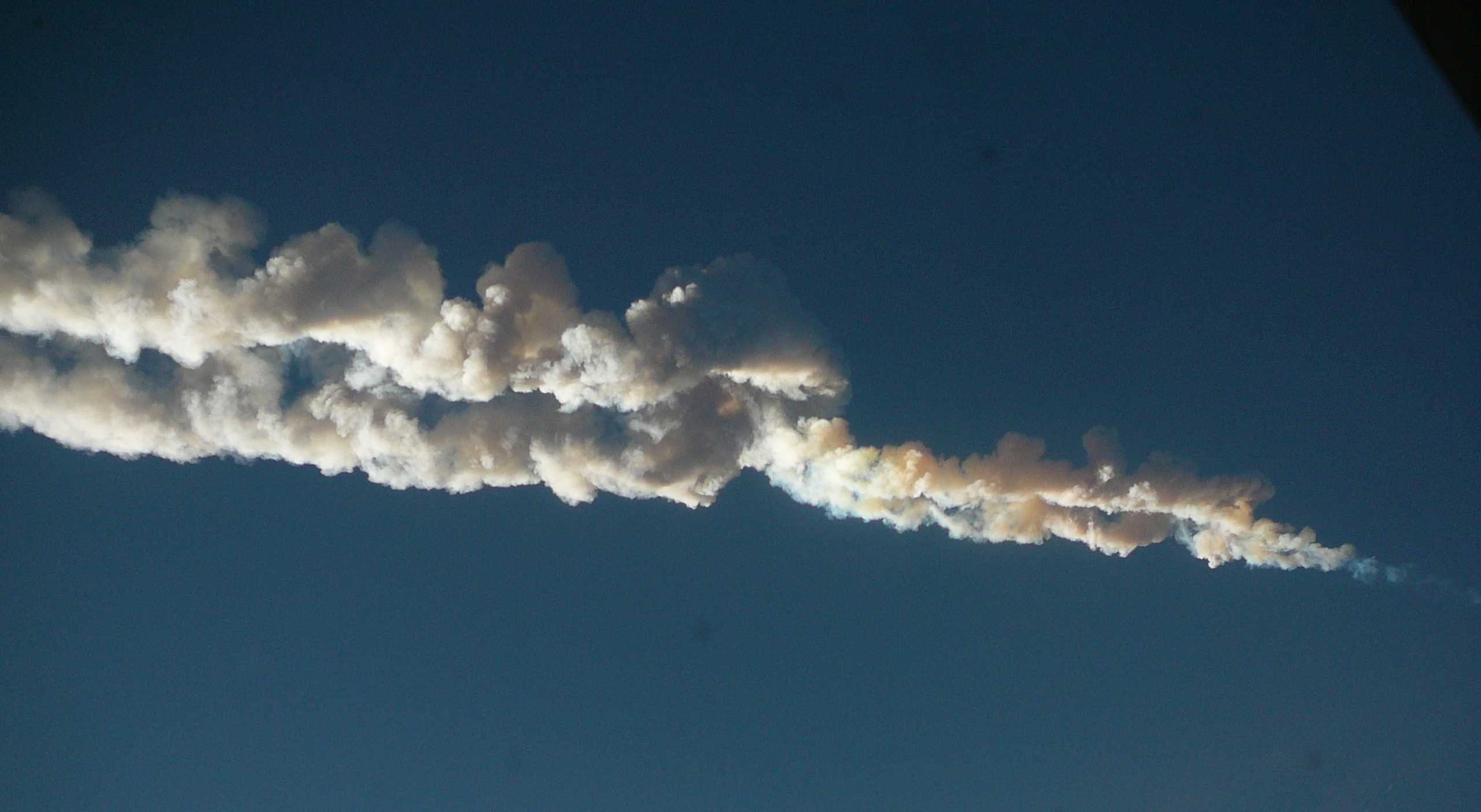
۱۵ فوریه:رویداد شهاب سنگ چلیابینسک

- در صبح روز ۱۵ فوریه ۲۰۱۳ در حدود ساعت ۰۹:۱۵ به‌وقت محلی (۰۳:۱۵ به‌وقت جهانی)[۶۴][۶۵] یک شهاب سنگ بزرگ با حداقل سرعت ۵۴٬۰۰۰ کیلومتربرساعت[۶۶][۶۷] تقریباً معادل با ۴۴ برابر سرعت صوت، از فراز منطقه اورال جنوبی روسیه عبور کرد و در بالای شهر چلیابینسک متلاشی گردید.
- ۲۱ فوریه

- سازمان بهداشت جهانی اعلام کرد که ۱۳ مورد ویروس سندرم تنفسی کروناویروس خاورمیانه‌ای en:Middle East respiratory syndrome coronavirus توسط آزمایشگاه‌ها تأیید شده‌است؛ که ۶ مورد در عربستان سعودی (۴ مورد آن کشنده)، ۲ مورد کشنده در اردن، ۲ مورد در قطر و ۳ مورد در بریتانیا گزارش شده‌است.[۶۸]

### مارس
- ۷ مارس
- متخصصان زیست پزشکی در کوبا از آزمایش یک واکسن جدید ایدز روی موش‌های آزمایشگاهی به نتایج موفقیت‌آمیزی دست یافته‌اند و در نظر دارند بزودی وارد مرحله آزمایش این واکسن روی نمونه‌های انسانی شوند.[۶۹]
- ۱۸ مارس
- پژوهشگران دانشگاه آزاد اسلامی واحد تهران جنوب توانستند منسوجات جذب‌کننده امواج الکترومغناطیس با ویژگی‌های ضد باکتری، ضد آتش و مقاومت حرارتی بالا تولید کنند. این محققین با به‌کارگیری از یک روش کاملاً نوین موفق به تولید الیاف سلولزی پوشش داده شده با نانولوله شدند.[۷۰]
- ۲۸ مارس
- پژوهشگران دانشگاه استنفورد موفق به طراحی نوعی از ترانزیستورهای زیستی به نام رونوشت‌بردار زیستی شدند. این اختراع آخرین مراحل ایجاد کامپیوترهای درون سلولی را تکمیل کرده‌است. DNA و RNA در رونوشت‌بردار زیستی نقش نیمه‌رسانای سیلیکونی را در ترانزیستور بازی می‌کنند.[۷۱][۷۲][۷۳]
- ۲۹ مارس
- دانشمندان آمریکایی تعداد زیادی روبات کوچک تولید کرده‌اند که به صورت انفرادی زیاد باهوش نیستند اما به شکلی گروهی، حالاتی مثل حشراتی همجون مورچه از خود بروز می‌دهند. این روبات‌ها به سان حشرات قادرند با استفاده از عقل جمعی، چالش‌های مشترکشان را حل نمایند.[۷۴]

### آوریل
- ۲ آوریل
- باراک اوباما طرح جدیدی را برای تهیه نقشه مغز انسان رونمایی کرده‌است. وی یک سرمایه‌گذاری پایه به مبلغ ۱۰۰ میلیون دلار را برای توضیح چگونگی عملکرد مغز انسان و شناخت بهتر بیماری‌هایی مثل آلزایمر و صرع، تخصیص داد.[۷۵]
- ۹ آوریل
- زلزله‌ای به بزرگی ۶٫۱ ریشتر دشتی نزدیکی بوشهر را تکان داد.[۷۶]
- ۱۲ آوریل
- دانشمندان چینی در دانشگاه چجیانگ ماده‌ای را به نام هواژل کربن تولید کردند که بسیار سبک بوده و قادر است روی علف، بدون آنکه آن را خم کند، جای بگیرد. این پژوهشگران ادعا دارند که هواژل کربن سبک‌ترین چیزی است که تاکنون ساخته شده‌است.[۷۷]
- دانشمندان اسکلت یک انسان‌سان جنوبی‌کپی سدیبا را بازسازی کردند. این اسکلت متعلق به گونه‌ای است بی‌مانند که دارای ترکیبی از صفات مشترک از یک میمون انسان‌نما و انسان می‌باشد.[۷۸]

- ۱۶ آوریل

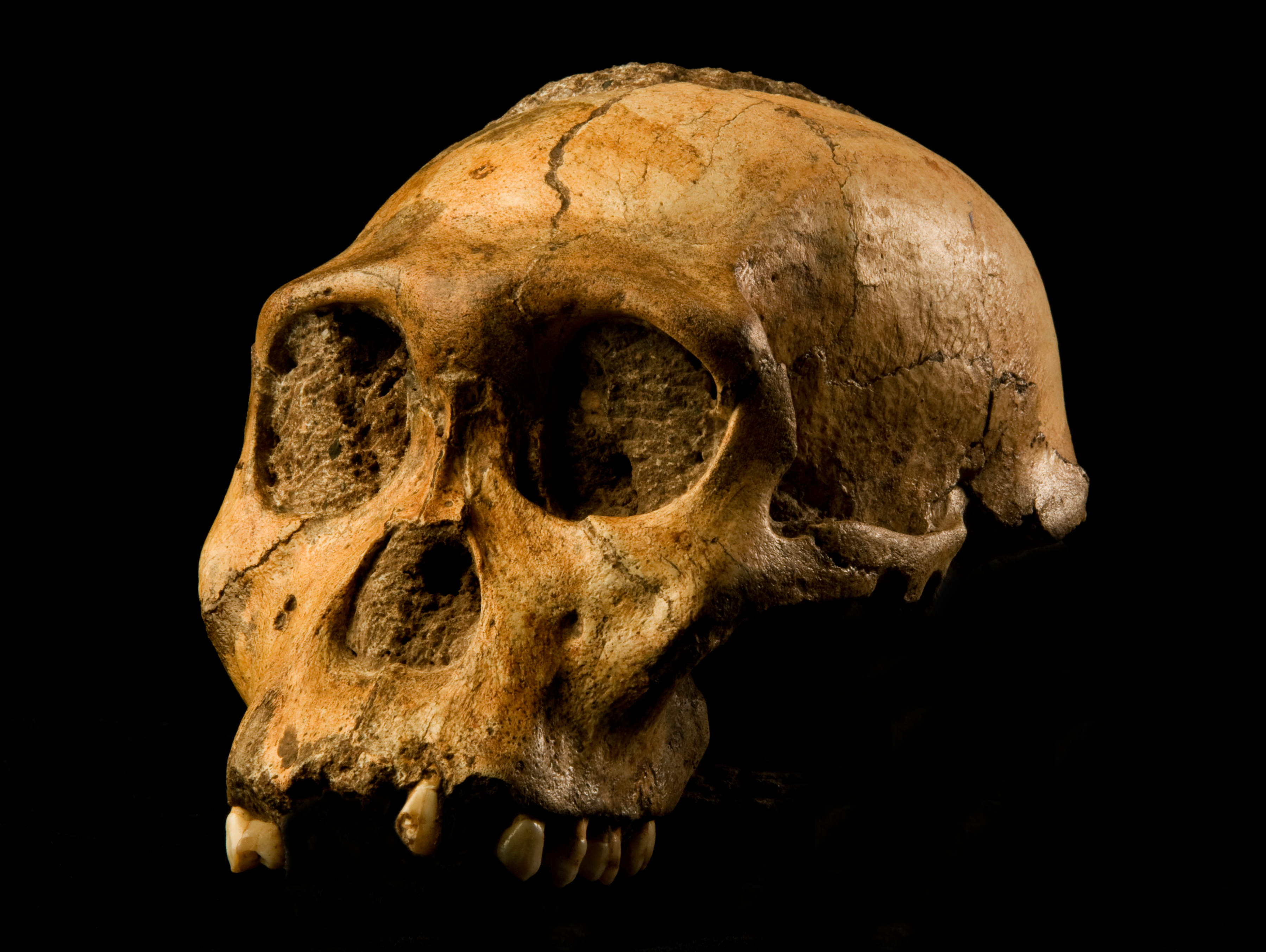
۱۲ آوریل: دانشمندان اسکلت یک انسان‌سان جنوبی‌کپی سدیبا را بازسازی کردند. این اسکلت متعلق به گونه‌ای است بی‌مانند که دارای ترکیبی از صفات مشترک از یک میمون انسان‌نما و انسان می‌باشد. (تصویر جمجمه)

- زلزله‌ای به بزرگی ۷٫۸ ریشتر سیستان و بلوچستان را تکان داد.[۷۹]
- ۱۹ آوریل
- دانشمندان دانمارکی با کنترل علت بروز میگرن، روشی را برای درمان این بیماری ابداع کردند. این تحقیقات بر روی رگ‌های خونی واقع در درون جمجمه صورت گرفته‌است.[۸۰]
- ۲۰ آوریل
- دانشمندان دانشگاه ویسکانسین میلواکی موفق به کشف یک روش نو برای انتقال نور از طریق فیبرهای نوری شدند. این پژوهشگران از پدیده جایگزیدگی اندرسون برای تولید یک فیبر نوری با متدی قوی تفرق استفاده کردند که پرتو را در هنگام گذر از میان فیبر می‌گیرد.[۸۱]
- زمین لرزه‌ای به بزرگی ۷ ریشتر یاآن (غرب چین) را لرزاند.[۸۲]
- ۲۲ آوریل
- موشک آنتارس شب ۲۱ آوریل از پایگاه والوپ در ویرجینیا به سمت فضا پرتاب شد. این پرتاب آزمایشی، بدون کمترین اشکالی و دقیقاً بر طبق برنامه انجام گردید.[۸۳]
- ۲۴ آوریل
- لغمان در اثر زلزله‌ای به بزرگی ۵٫۷ ریشتر به لرزه درآمد.[۸۴]
- ۲۶ آوریل
- ماه‌گرفتگی ۶ اردیبهشت ۱۳۹۲ که خسوفی جزئی بود اتفاق افتاد.[۸۵]

### مه
- ۱ مه

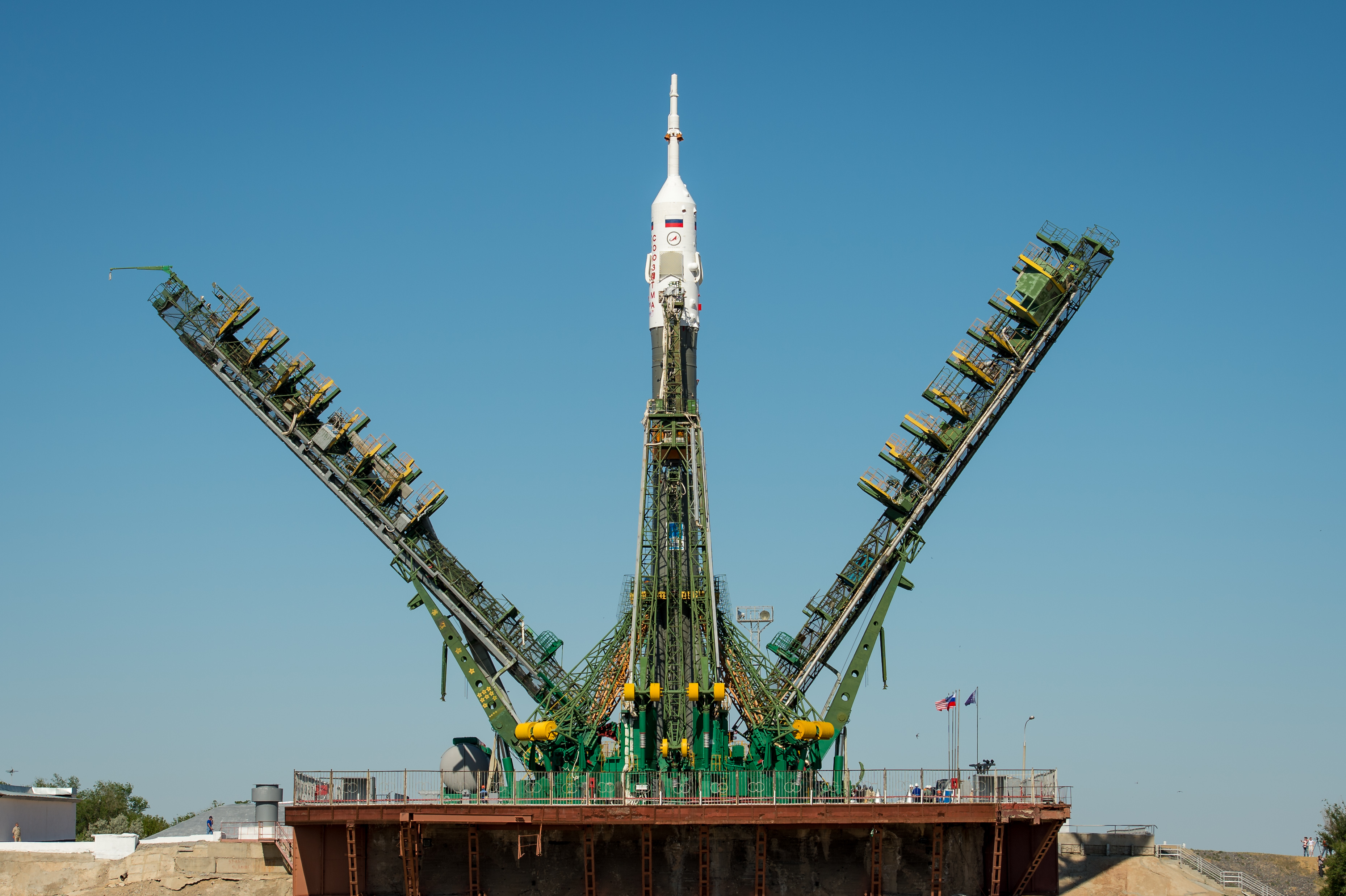
موشک روسی سایوز

- پژوهشگران دانشگاه صنعتی نوشیروانی بابل در یک پژوهش میدانی بر روی توانایی‌های فناوری نانو بر روی داروها و علوم اعصاب موفق به ارائه روش‌های ارتباط بین این دو دانش شدند.[۸۶]
- ۲ مه
- دستاوردهای تازه می‌گوید اولین بریتانیایی‌هایی که در آمریکای شمالی سکنی گزیدند، در یکی از زمستان‌های سرد و توفانی اوایل سده هفدهم میلادی مجبور به انسان‌خواری شده بودند. اسناد قبلاً نیز این موضوع را اثبات کرده بود که مهاجران گرسنه به آدم‌خواری متمایل شده بودند. کشف استخوان‌های یک دختر ۱۴ساله، نخستین مدرک علمی در این خصوص است.[۸۷]
- ۴ مه
- محققین دانمارکی با انجام جدیدترین پژوهش‌ها در حال تلاش برای تجویز داروهای درمان ایدز و نابود کردن  کامل و دائمی ویروس آن می‌باشند. این داروها باعث می‌گردند ویروس ایدزی که در داخل دی ان ای انسان پناه برده به مرور به سطح سلول‌ها روانه شود.[۸۸]
- ۶ مه
- نخستین تفنگی که با روش فناوری چاپ سه بعدی ساخته شده، با موفقیت در آمریکا آزمایش گردید. شرکت دیفنس دیستریبیوتد سازنده این اسلحه می‌خواهد نقشه ساخت آن را در اینترنت منتشر کند.[۸۹]
- ۱۰ مه
- خورشیدگرفتگی ۱۰ مه ۲۰۱۳ که از نوع خورشیدگرفتگی حلقه‌ای بود، روی داد.[۹۰]
- ۱۳ مه
- محققان در روزهای ۱۳ و ۱۴ مه به مدت ۴۸ ساعت شاهد شدیدترین انفجارهای روی خورشید در سال ۲۰۱۳ بودند. فوران‌های خورشیدی که به فاصله کمی از هم رخ دادند سیل عظیمی از ذرات بنیادین را به فضای اطراف پراکنده کردند.[۹۱]
- ۱۵ مه
- پژوهشگران آمریکایی می‌گویند که اندازه دی‌اکسید کربن در جو کره زمین از حد سمبولیک ۴۰۰ ذره در میلیون گذشته‌است. آن‌ها می‌گویند این نخستین بار ظرف دست کم سه میلیون سال گذشته‌است که میزان روزانه دی‌اکسید کربن به‌طور منظم از این مرز فراتر می‌رود.[۹۲]
- چهار نوع ژن که در ارتباط با کلسترول بد یا مضر می‌باشند در بابون شناسایی شد. این دستاورد علمی می‌تواند برای تولید داروهای جدید پیشگیری‌کننده بیماری‌های قلبی در انسان استفاده گردد.[۹۳]

- ۱۷ مه

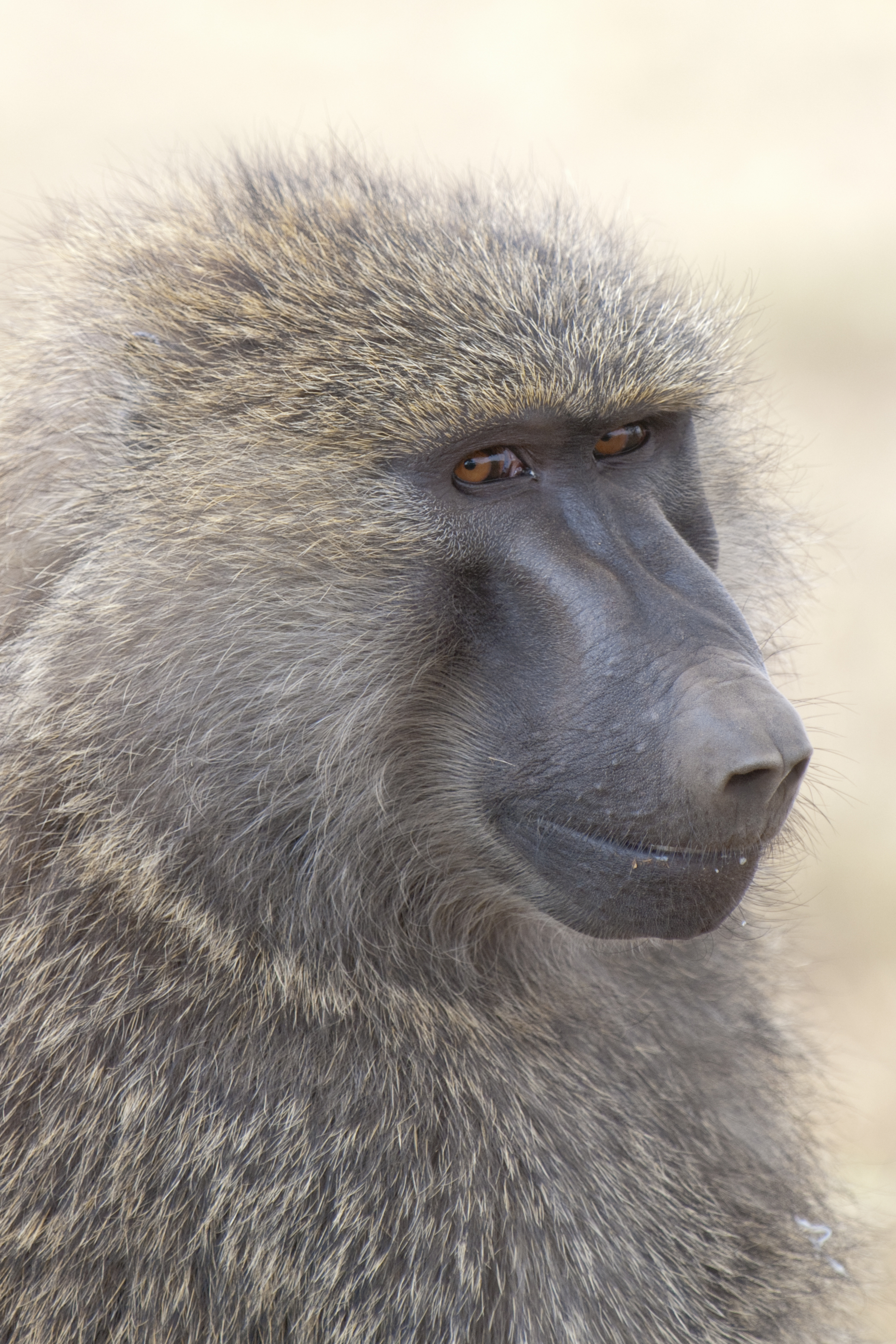
۱۵ مه: چهار نوع ژن که در ارتباط با کلسترول بد یا مضر می‌باشند در بابون شناسایی شد. این دستاورد علمی می‌تواند برای تولید داروهای جدید پیشگیری‌کننده بیماری‌های قلبی در انسان استفاده گردد.

- پژوهشگران بریتانیایی گزارش دادند که تصویربرداری از روند شکل‌گیری جنین و ارزیابی عکس‌های آن، می‌تواند امکان موفقیت‌آمیز بودن حاملگی با لقاح مصنوعی را افزایش دهد.[۹۴]
- ۲۱ مه
- دستیابی پژوهشگران ایرانی به فناوری تهیه نخ نانو سیلور. پژوهشگران دانشکده دندانپزشکی دانشگاه علوم پزشکی مشهد، نخ نانو سیلور (نانوسیلک) ساختند.[۹۵]
- ۲۲ مه
- محققین دانشگاه علوم پایه زنجان با همکاری پژوهشگرانی از دانشگاه‌های آمریکا و روسیه کاتالیزگری (اکسید منگنز) ساختند که از آب، سوخت پاک تولید می‌کند.[۹۶]
- ۲۵ مه
- فضانوردان مأموریت آپولو۱۱ در اولین فرود بر روی ماه، آینه‌هایی را روی ماه گذارده‌اند تا ستارهشناسان با کاوش پرتوهای لیزر منعکس شده از آن‌ها، مسافت ماه را مورد سنجش قرار دهند. از آن هنگام اخترشناسان پرتوهای لیزر را به این آینه‌ها و آینه دیگری که روی یک ماه‌نورد روسی نصب شده شلیک کرده‌اند و با ارزیابی بازتاب آن‌ها به این قضیه پی برده‌اند که ماه هر ساله به میزان ۳٫۸ سانتی‌متر از زمین دورتر می‌گردد.[۹۷]
- ۲۶ مه
- محققان برای اولین بار توانستند قدیمی‌ترین نور جهان بعد از انفجار بزرگ (بیگ‌بنگ) را اندازه‌گیری کنند. این دانشمندان تکامل نور پس‌زمینه فراکهکشانی طی پنج میلیارد سال گذشته را برای اولین بار اندازه‌گیری کردند.[۹۸]
- پژوهشگران می‌گویند رشد سریع سلول‌های مغز در سال‌های ابتدایی زندگی باعث می‌شود که ارتباطات اصلی بین سلول‌های موجود تخریب شود و در نتیجه بازیابی حافظه ذخیره شده در آن‌ها غیرممکن گردد. این امر به گفته دانشمندان دلیل فراموشی خاطرات ابتدای کودکی است.[۹۹]
- ۲۷ مه
- در یک تحقیق در میان ۱۰۰۰ کودک ۹ تا ۱۲ ساله تهرانی (در منطقه ۱۹ این شهر) مشخص شد ۹۰ درصد این اطفال کمبود ویتامین D و ۱۲٫۴ درصد کمبود روی دارند که تخمیر نشدن نان می‌تواند عامل اصلی آن باشد.[۱۰۰]
- معاون تحقیقات و فناوری وزیر بهداشت، درمان و آموزش پزشکی ایران از ورود اولین تولیدات بومی سرم‌های ضد مار و عقرب به بازار تا پیش از پایان دولت دهم خبر داد. وی اشاره کرد با توجه به مرگ و میر بالای ناشی از مار و عقرب گزیدگی و مشکلات موجود در واردات، تولید بومی این سرم‌ها بسیار لازم است.[۱۰۱]
- محققین در ایران به وسیله نانوذرات موفق به تولید نوعی جذب‌کننده برای رنگ‌های موجود در پساب‌های صنعت نساجی شدند. این نانوجاذب قادر است مواد رنگی سمی پساب‌ها در کارخانجات نساجی را با دقت قابل قبولی جذب کند.[۱۰۲]
- دانشمندان دانشگاه ادینبوروی اسکاتلند گزارش دادند که تزریق یاخته‌های بنیادی به مغز بیمارانی که سکته مغزی کرده‌اند باعث بهبود میزان هوشیاری، حرکت و تعادلشان می‌گردد. قرار است چند مرحله دیگر از این آزمایش در آینده انجام شود.[۱۰۳]
- ۲۸ مه
- محققین ایرانی توانستند مصالح ساختمانی را ضدآب کنند. آن‌ها با به‌کارگیری کاتالیزور سبز و غیرخورنده هتروپلی اسید موفق به انجام فرآیندهای ضدآب کردن مصالح ساختمانی با بازده بسیار خوب شدند.[۱۰۴]
- موشک روسی سایوز که حامل سه فضانورد است از پایگاه فضایی بایکونور در قزاقستان به فضا پرتاب گردید. قرار است این موشک به ایستگاه فضایی بین‌المللی بپیوندد. این سه فضانورد روس، ایتالیایی و آمریکایی می‌باشند.[۱۰۵]
- محققین آمریکایی توانستند تخم مرغ‌هایی بر پایه مواد گیاهی بسازند. دانشمندان شرکت «همپتون کریک فودز» آغازگر پژوهش‌های مرتبط با این قضیه هستند.[۱۰۶]
- ۲۹ مه
- پژوهشگران چینی توانستند چراغی متفاوت برای نصب بر روی دوچرخه طراحی کنند. این چراغ شبکه‌های مربع درخشان را در جلوی دوچرخه بر روی جاده می‌اندازد و با تغییر سطح جاده، این شبکه خم شده، انحنا یافته و برای تأکید بر خطرات احتمالی پیش رو تغییر شکل می‌دهد. دوچرخه سواران می‌توانند حرکت و تغییر شکل این شبکه‌ها را برای پیش‌بینی جاده ارزیابی کنند.[۱۰۷]
- ۳۰ مه
- پژوهشگران روسی گزارش دادند اسکلت ماموتی را که در یک خاک منجمد مدفون بود، کشف کردند. این دیرین‌شناسان در بدن این جانور ماقبل تاریخی خون پیدا کردند. این کشف امکان شبیه‌سازی این حیوان را افزایش می‌دهد.[۱۰۸]
- مرکز پزشکی دانشگاه وندربیلت گزارش داده‌است که مصرف داروهای ضد التهاب غیر استروئیدی (NSAIDs) که معمولاً برای کنترل دردهای ناشی از اختلالات التهابی استفاده می‌شوند، افزایش ۳ برابری خطر بروز حملات قلبی، سکته مغزی و مرگ و میر ناشی از آن‌ها را در پی دارد.[۱۰۹]
- یک پژوهشگر ایرانی یک میکرو تراشه کوچک را توسعه داده که اندازه آن فقط دو میلی مترمربع است. این تراشه دربرگیرنده کل اجزای یک رایانه کاربردی کوچک است. این تراشه با اسم KL۰۲ به وسیله شرکت فری‌اسکیل تولید شده‌است و دارای حافظه فشرده، رام، پردازنده و قطعات مختلف دیگر است.[۱۱۰]
- لنوو گوشی تلفن همراهی تولید کرده که دارای ضخامت ۶٫۹ میلی‌متر و صفحه نمایش ۵٫۵ اینچ است. این تلفن دارای کیفیت تصویری بسیار بالا است و دارای دوربین ۱۳ مگاپیکسل است.[۱۱۱]
- پژوهشگران ناسا یک دستگاه چاپگر سه بعدی غذا برای فضانوردان تولید کردند. این دستگاه ۱۲۵ هزار دلار هزینه داشته‌است و عمر مفید آن ۳۰ سال است که بیشتر از مدت زمان سفرهای فضایی است.[۱۱۲]
- نشریه کلیک لنست گزارش داد که مصرف پیوسته و زیاد از حد ایبوپروفن و دیکلوفناک خطر بیماری‌های قلبی را بیشتر می‌کند. این خطر در سیگاری‌ها و اشخاص چاق بیشتر است.[۱۱۳]
- ۳۱ مه
- یک شرکت تایوانی بزرگترین مانیتور جهان را تولید کرد. قطر این نمایشگر ۳۱٫۵ اینچ است. این مانیتور به گونه‌ای طراحی شده‌است که تصاویر در آن با زاویه دید ۱۷۶ درجه به شکل منحنی به نمایش در می‌آیند.[۱۱۴][۱۱۵]
- پژوهشگران بریتانیایی پس از تحقیقات خود بر روی جواهرات و مهره‌های فلزی کشف شده در سال ۱۹۱۱ میلادی از گورستان جرزه در هفتاد کیلومتری جنوب مصر، دریافتند که هنرمندان مصری در عهد باستان برای ساخت جواهر از تکه‌های شهاب سنگ‌ها استفاده می‌کردند. قدمت این زیورآلات به ۳۳۵۰ الی ۳۶۰۰ پیش از میلاد بر می‌گردد. اسکن اشعه ایکس و میکروسکوپ الکترونی دو ابزاری بودند که برای آنالیز این قطعات استفاده شدند.[۱۱۶][۱۱۷]

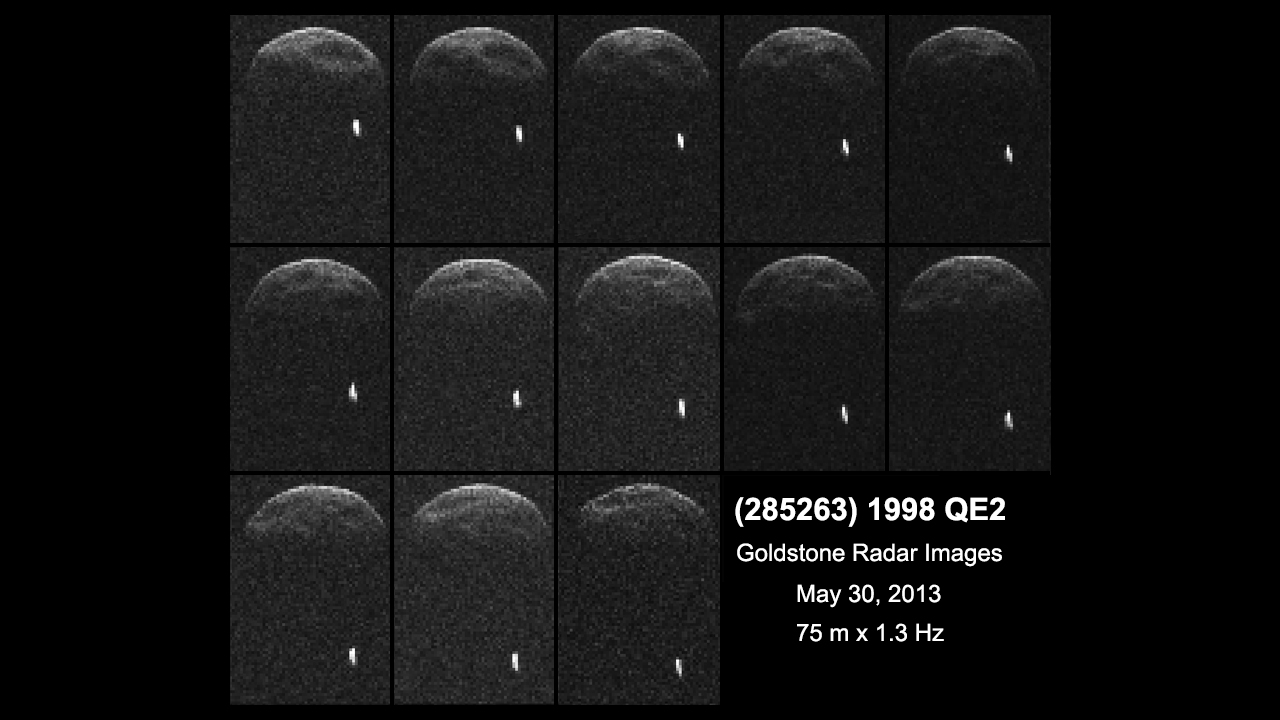
تصاویر منتشر شده ناسا در ۳۰ مه ۲۰۱۳ (۹ خرداد ۱۳۹۲)

- دانشمندان سازمان فضایی آمریکا با استفاده از تصاویر گزارش شده دریافته‌اند که سیارک (285263) ۱۹۹۸ QE۲ که در حال نزدیکی به کره زمین است دارای یک ماه یا احتمالاً سیارکی دیگر در پیرامون آن است. این عکس‌ها ۳۰ مه به وسیله یک آنتن ۷۰ متری شبکه فضای عمیق در کالیفرنیا به دست آمده‌اند که در آن زمان، این سیارک در فاصله حدود شش میلیون کیلومتری از زمین قرار داشت. برآوردهای نخستین برای اندازه قمر این سیارک حدود ۶۰۰ متر است. قطر سیارک حدود ۲٫۷ کیلومتر است و دوره گردش آن کمتر از چهار ساعت می‌باشد. سطح این سیارک پوشیده از یک ماده به رنگ سیاه مثل دوده است. سیارک (۲۸۵۲۶۳) ۱۹۹۸ QE۲ در ساعت ده شب روز ۳۱ مه ۲۰۱۳ به وقت گرینویچ از نزدیکی زمین عبور کرد. سیارک مورد نظر از فاصله پنج میلیون و ۷۰۰ هزار کیلومتری که پانزده بار دورتر از ماه است از کنار کره زمین گذر کرد.[۱۱۸][۱۱۹]

### ژوئن
- ۱ ژوئن

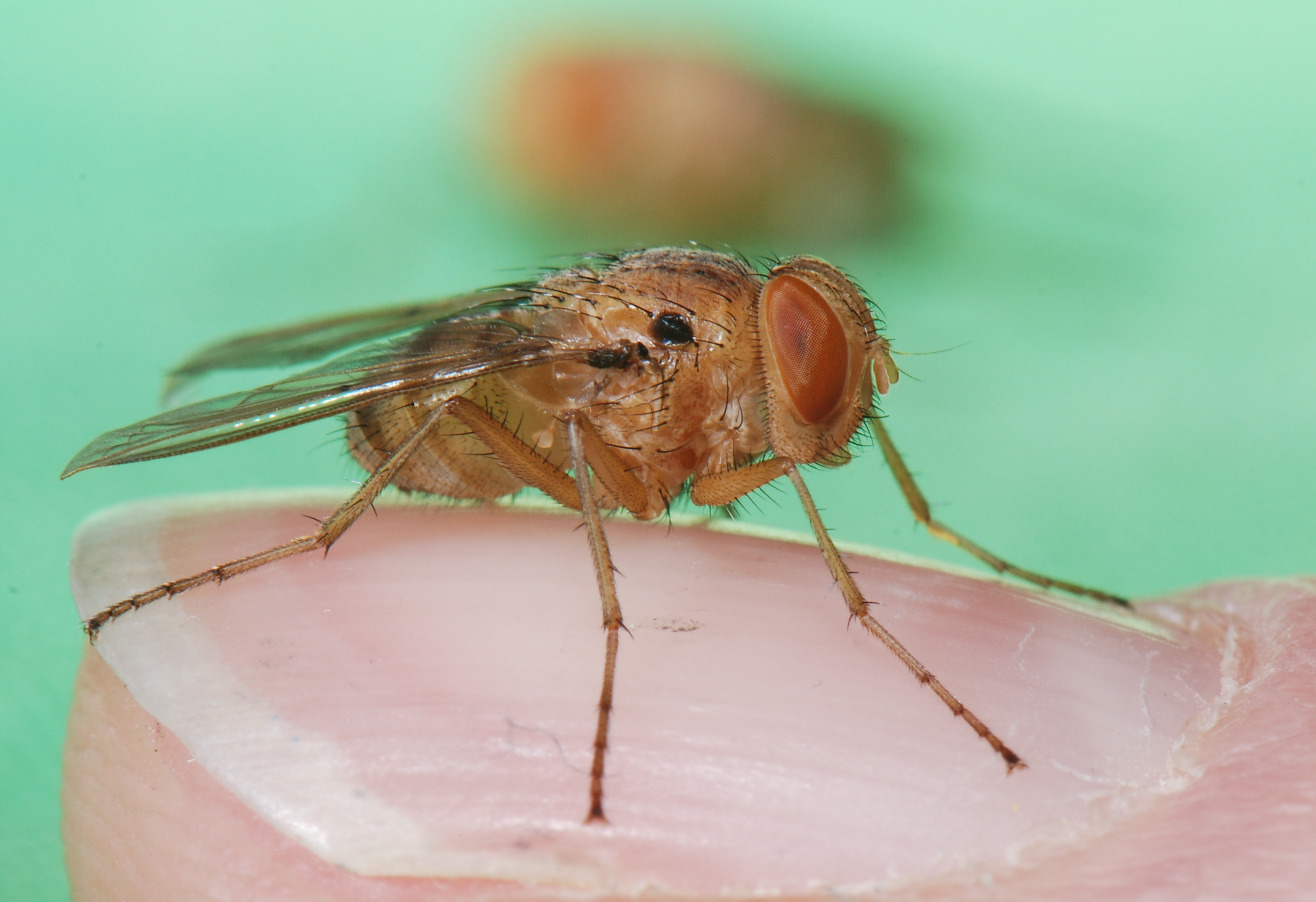
۳ ژوئن: گوش‌های این‌گونه مگس به مهندسان مکانیک در طراحی نوعی سمعک قوی کمک کرد.

- پژوهشگران هلندی توانستند برای نخستین بار از درون یک اتم تصویربرداری کنند. این دستیابی علمی می‌تواند به طراحی اشکال رادیکالی جدید ابزار الکترونیکی منجر گردد و به فهم دانشمندان از اساسی‌ترین بلوک‌های سازنده کمک کند. در آزمایش‌های انجام‌شده، دانشمندان از لیزر و میکروسکوپ برای رصد داخل ذره هیدروژن، استفاده کردند.[۱۲۰]
- شرکت گوگل موفق به ساختن کامپیوتری شده که شبیه عینک است. این رایانه عینک گوگل نام دارد. گوگل برخی اطلاعات متناسب را برای نوشتن نرم‌افزار بر روی این رایانه در اختیار برخی شرکت‌ها قرار داده‌است.[۱۲۱]
- محققین زیست‌پزشکی در اسکاتلند موفق به تولید خون مصنوعی شدند. این خون مصنوعی قرار است بر روی انسان آزمایش شود. دانشمندان مرکز پژوهشی سلول‌های بنیادی ادینبورگ اسکاتلند (SCRM)، گواهی تولید خون از سلول‌های بنیادی را صادر کردند.[۱۲۲]
- ۲ ژوئن
- یک تیم ژاپنی که شامل فیزیکدانان و شیمی‌دانانی از دانشگاه ملی یوکوهاما هستند توانستند ماده‌ای بسازند که قادر است به ریزسازه‌های سه‌بعدی رسانا و پیچیده تبدیل گردد. این رزین جدید به دانشمندان امکان می‌دهد ساختارهای سه‌بعدی رسانا و بسیار پیچیده را در سطح میکروسکوپی قالب‌گیری کنند. این ماده دارای مفهومات مهمی برای ایمپلنت‌های بیونیک است. این دستاورد همچنین برای تولید فنرهای سه‌بعدی میکروسکوپی به کار برده می‌شود.[۱۲۳]
- محققان دستبند ضدآبی ساخته‌اند که به شکلی منظم وضعیت کودک را در حین شنا زیر نظر دارد و در صورت ایجاد هر نوع مشکل، پیام خطری برای ایستگاه مراقبت مخابره می‌کند. این سامانه می‌تواند به رهگیری هم‌زمان چند کودک بپردازد و قادر است در استخرهای همگانی مورد استفاده قرار گیرد.[۱۲۴]
- کشف سنگواره ماموت و کرگدن متعلق به ۹ میلیون سال پیش در مراغه. در حفاری‌هایی که یک ماه طول کشید، هفت نوع سنگواره فیل، چهار گونه سنگواره زرافه توسط کارشناسان اداره محیط زیست شهرستان مراغه کشف گردیده‌است.[۱۲۵]
- ۳ ژوئن
- گروهی از پژوهشگران دانشگاه بیرمنگهام با الگوبرداری از گوش‌های حساس گونه‌ای مگس (نام علمی:  Ormia ochracea)، میکروفون مدرنی را طراحی کرده‌اند که کارکرد شنودی برتری را در مقایسه با سمعک‌های دیگر دارد. برخلاف دیگر گونه‌های مگس، مگس تحت آزمایش دارای پرده گوشی است که فشار صوت را درست همانند گوش‌های انسان احساس می‌کند و بسیار خوب می‌شنود.[۱۲۶]

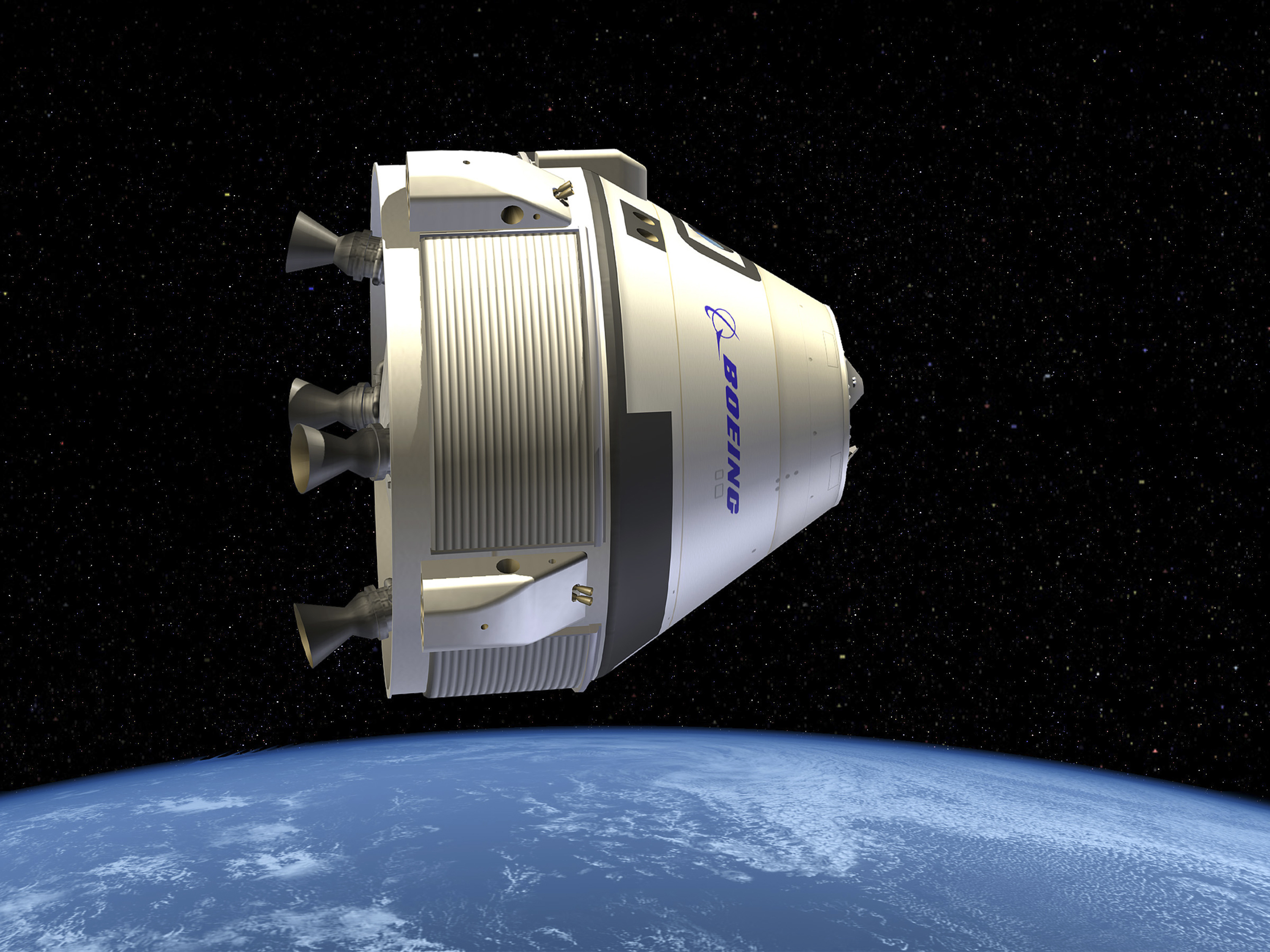
فضاپیمای سی اس تی-۱۰۰

- شرکت بوئینگ و اتحادیه پروازهای فضایی (ULA) آزمایش تونل باد فضاپیمای سی اس تی-۱۰۰ و خودروی پرتابی یکپارچه موشک اطلس پنج را با موفقیت به پایان رساندند. این آزمایش برای ارائه خدمات پرواز فضایی خصوصی سرنشین‌دار برای مشتریان دولتی و خصوصی انجام شده‌است. در صورت موفقیت‌آمیز بودن این طراحی، پروازهای فضایی سرنشین‌دار برای ناسا به منظور ارسال فضانوردان خود به ایستگاه فضایی بین‌المللی محقق می‌گردد.[۱۲۷]
- ستاره‌شناسان اعلام کردند تلسکوپ فضایی ناسا، یک ستاره نوترونی در حال چرخش را مشاهده کرده‌است که به شکل ناگهانی در حال کم کردن سرعت خود است. این ستاره حدود ده هزار سال نوری از زمین فاصله دارد.[۱۲۸]
- محققان پژوهشکده علوم و فناوری دانشگاه کاشان با استفاده از آب انار موفق به تولید نانوساختارهای یدید مس (I) شدند. در این کار پژوهشی نانوساختارهای یدید مس به روش هم‌رسوبی و با استفاده از آب انار به عنوان یک کاهنده طبیعی تهیه شده‌است.[۱۲۹][۱۳۰]
- انجمن جهانی فولاد در گزارش ماهانه خود از تولید فولاد جهانی، از صعود یک پله‌ای ایران به جایگاه پانزدهم و تولید ۱٬۲۶۴ میلیون تنی فولاد ایران خبر داد.[۱۲۹]

- ۵ ژوئن

۵ ژوئن: کشف فسیل Archicebus achilles که ممکن است به پرسش‌های زیادی در خصوص تکامل انسان پاسخ دهد.

- دانشمندان فسیلی از راسته نخستی‌سانان با نام علمی Archicebus achilles را در چین کشف کردند. این یافته کهن‌ترین و سالم‌ترین سنگواره کشف شده از یک نخستین می‌باشد که تاکنون پیدا شده‌است. قدمت این فسیل به حدود ۵۵ میلیون سال پیش بازمی‌گردد.[۱۳۱][۱۳۲]
- ۶ ژوئن
- جراحان آمریکایی برای نخستین بار در این کشور موفق به کاشت رگ مصنوعی شدند. این رگ که با دانش زیست مهندسی ساخته شده‌است در بازوی یک بیمار کلیوی کاشته شد. بیمار مذکور از بیماری نارسایی مزمن کلیه رنج می‌برد.[۱۳۳]
- تلسکوپ فضایی اسپیتزر ناسا، عکسی شنگرف از سحابی گلزنبقی با لایه‌های گرد و غبار و گاز منتشر کرد. دانشمندان ناسا می‌گویند این سحابی در حدود ۱۳۰۰ سال نوری با زمین فاصله دارد و به وسیله اشعه فرابنفش بخشی از این سحابی به رنگ آبی لاجوردی و بنفش دیده می‌شود. این سحابی با نام علمی ۷۰۲۳ NGC معروف است. سحابی زنبق برای اولین بار در ۱۸ اکتبر ۱۷۹۴ به وسیله ویلیام هرشل دیده شد.[۱۳۴]
- بان کی مون دبیرکل سازمان ملل به مناسبت روز جهانی محیط زیست اعلام کرد ۸۷۰ میلیون نفر در جهان دچار سوء تغذیه هستند. وی همچنین خاطر نشان کرد که حداقل یک سوم از کل غذای تولیدی از زمین کشاورزی به سفره نمی‌رسد.[۱۳۵]
- دانشمندان آمریکایی با ایجاد پوششی از جنس نقاط کوانتومی کادمیم سلنید-روی سولفید روی مواد آلی مبتنی بر پیرولین، موفق به تولید ترکیب جدیدی شدند که می‌تواند کارایی پیل‌های خورشیدی را افزایش دهد.[۱۳۶]
- زمین لرزه‌ای به بزرگی ۴٫۴ در مقیاس امواج درونی زمین، گوهران استان هرمزگان را لرزاند.[۱۳۷]
- ۷ ژوئن
- بنا بر آخرین پژوهش‌ها در خصوص تغذیه نوزاد گزارش گردید که شیر مادر برای رشد مغز و داشتن کودکی باهوش، بسیار مؤثرتر از شیر خشک می‌باشد.[۱۳۸][۱۳۹]
- ۸ ژوئن
- دانشمندان بریتانیایی موفق به ساخت نوعی از موتورهای نانومقیاس شدند که می‌تواند از انرژی ضایع شده به صورت گرما، برق تولید کنند.[۱۴۰]
- ۹ ژوئن
- اولین پایگاه جامع رصد و مراقبت فضایی ایران با نام رصدخانه امام جعفر صادق آغاز به کار کرد. این مرکز نجومی در منطقه جاسب استان مرکزی قرار دارد. این مرکز فضایی به دست کارشناسان و متخصصان صنایع الکترونیک ایران طراحی و ساخته شده‌است. مقصود از بنای این مرکز پژوهشی ردیابی اجسام فضایی در فضای ماورای جو است.[۱۴۱]
- محققان درمانی جدید برای بیماری ام‌اس ارائه دادند. نتایج نخستین آزمایش‌ها می‌گوید این درمان قادر است از یورش سیستم ایمنی بدن مبتلایان به میلین که جدار عایق اطراف عصبهاست، جلوگیری کند. سیستم ایمنی بدن این بیماران به میلین حمله، و عصب‌ها را بدون حفاظ و آن‌ها را در انتقال سیگنالهای الکتریکی ناتوان کرده که این عوارض، به علائمی مانند بی‌حسی، فلج و نابینایی منجر می‌شود.[۱۴۲]
- ۱۰ ژوئن
- پژوهش‌گران می‌گویند صدای بلند در کنسرت‌های موسیقی موجب کاهش موقت شنوایی در نوجوانان می‌شود.[۱۴۳]
- ۱۱ ژوئن
- هارمیندر دوآ از دانشمندان دانشگاه ناتینگهام موفق به کشف لایه ششم در قرنیه چشم انسان شده‌است. این لایه تازه کشف شده به نام محققی که آن را کشف کرده‌است، به لایه دوآ (Dua) نامگذاری شده‌است. این لایه بسیار نازک و حدود ۱۵ میکرون است.[۱۴۴]
- ۱۳ ژوئن
- پژوهشگران موفق به ساخت یک ربات جدید شدند که با صحبت‌کردن دربارهٔ حرکت خود از برخورد با اجسام جلوگیری می‌کند. این ربات شارلوت نام دارد و مجهز به نمایشگر در سر است که بر روی آی‌پد یا رایانه رومیزی کار می‌کند و دارای سه گزینش بصری یعنی رنگ، مادون قرمز و ژرفا است.[۱۴۵]
- ۱۵ ژوئن
- شرکت نفتی بریتیش پترولیوم در بررسی آماری سالانه انرژی جهان، اعلام کرد که ایران دارنده بزرگترین ذخایر گاز جهان با ۳۳ تریلیون و ۶۰۰ میلیارد متر مکعب می‌باشد.[۱۴۶]
- سوخت یورو ۴ از ۲۶ خرداد ۱۳۹۲ در تهران توزیع می‌شود. سوخت یورو۴، بر پایه استانداردهای زیست‌محیطی تولید می‌شود و به همین دلیل نسبت به سوخت یورو۲ به معیارهای بین‌المللی زیست‌محیطی نزدیکتر است.[۱۴۷]
- ۱۶ ژوئن
- زبان‌شناسان آمریکایی می‌گویند که ۸۲ درصد زبان‌های دارای صامت‌های انفجاری در نواحی با فاصله ۵۰۰ کیلومتری ارتفاعات بالا در تمام قاره‌ها قرار دارند. هرچه ارتفاع بالاتر می‌رود، احتمال وجود زبان‌های دارای صامتهای انفجاری بیشتر می‌شود.[۱۴۸]
- بررسی‌های محققین نشان می‌دهد که جنین در رحم مادر حرکاتی را در صورت خود بروز می‌دهد که می‌توان این حرکات را به عنوان خنده و گریه جنین شناسایی کرد.[۱۴۹]
- دانشمندان نشان دادند که با استفاده از یک نانوسوزن و نصب آن بر روی میکروسکوپ نیروی اتمی می‌توان سلول‌های پوست را به صورت سه بعدی فیلم‌برداری کرد.[۱۵۰]
- یک تیم پژوهشی روش مدرنی برای تولید پیل‌های سوختی ارائه کرد. در این شیوه به جای این که از الکتروکاتالیست‌های گران نظیر پلاتین استفاده شود، اصلاح شیمیایی روی نانوصفحه‌های گرافین انجام می‌گردد.[۱۵۱]
- دانشمندان نروژی در دانشگاه صنعتی نروژ توانستند نیمه‌هادی‌هایی را روی گرافین رشد دهند که این کار می‌تواند به جایگزینی گرافین به جای سیلیکون در صنعت الکترونیک کمک کند.[۱۵۲]
- ۱۷ ژوئن
- یک گروه مهندسی موفق به ساخت رباتی چهارپا شبیه تولهٔ یک یوزپلنگ شدند. ربات پرده‌برداری شده تقریباً به تر و فرزی و شتاب یک گربه حقیقی رفتار می‌کند. این ربات چهارپا می‌تواند در آینده الگویی نمونه برای ساخت روبات‌های امداد و نجات با سرعت و چالاکی بسیار بیشتر از نیروی انسانی باشد.[۱۵۳]
- ۱۸ ژوئن
- دانشمندان آمریکایی با استفاده از چاپ سه بعدی موفق به ساخت گروه جدیدی از ریزباتری‌ها شدند. ساخت این باتری‌ها که با چشمان غیر مسلح دیده نمی‌شوند تولید ریزابزارها و ریزماشین‌های پزشکی، نانوربات‌ها و ابزارهای ارتباطی با ابعاد میکروسکوپی را آسان و میسرتر می‌کند.[۱۵۴]
- پژوهشگران بریتانیایی موفق به ساخت هولوگرامی سه بعدی شدند که تفکیک‌پذیری بسیار بالایی دارد. این پژوهش برای آموزش کالبدشناسی به دانشجویان علوم پزشکی صورت گرفته‌است.[۱۵۵]
- گوگل با ارسال تعدادی بالون بلندپرواز به آسمان قصد دارد استفاده اینترنت بی‌سیم را برای مناطق دورافتاده ممکن کند. این روش ارزان‌تر از روش ماهواره‌ای است. نام این تحقیق گوگل پروژه لون نام دارد.[۱۵۶] قطر این بالن‌های پر شده از هلیوم پس از انبساط تا ۱۵ متر رسیده و فرستنده‌هایی با توانایی ارائه اینترنت با سرعت سه گیگابایت به حدود ۴٫۸ میلیارد انسان ساکن زمین را دارند.[۱۵۷][۱۵۸]
- ۲۰ ژوئن
- فضاپیمای اروپایی آی‌ایکس‌وی که قرار است در سال ۲۰۱۴ پرتاب گردد، نخستین پرتاب آزمایشی خود را بر فراز دریای مدیترانه انجام داد.[۱۵۹]
- ۲۱ ژوئن
- تحقیقات جدید دانش‌پژوهشان دانشگاه کالیفرنیا ثابت می‌کند که پروبیوتیک موجود در ماست طبیعی می‌تواند به بهتر شدن روحیه اشخاص کمک کند. این مواد قادرند کارکرد مغز انسان را تحت تأثیر قرار دهند. پژوهش‌های قبلی نشان داده بود باکتری‌های سودمند، مغز موش‌ها را تحت تأثیر قرار می‌دهند اما هیچ پژوهشی همین موضوع را در مغز انسان ثابت نکرده بود.[۱۶۰]
- پژوهشگران ایرانی دستگاه لایه نشانی برای تولید نانو ذرات ساختند. این ماشین با چیدن اتم‌ها در کنار هم نانو ذرات مورد نظر برای پژوهش‌های آزمایشگاهی را تولید می‌کند. این دستگاه برای تهیه و ساخت لایه‌های نازک، نانوتیوب‌ها و نانو ساختارها با به‌کارگیری از شیوه پایین به بالا، نانوذرات مطلوب را می‌سازد.[۱۶۱]
- یک تیم تحقیقی از پزشکان مرکز درمانی دانشگاه تگزاس می‌گویند سطح بالای آلودگی هوا می‌تواند ابتلا به بیماری‌های عفونت‌های تنفسی، آسم، سرطان ریه را افزایش دهد که گرمای هوا آن را وخیم‌تر می‌سازد.[۱۶۲]
- در خلال مأموریت فضاپیمای چینی شنزو ۱۰ نخستین ویدئو رسمی کشور چین از ایستگاه فضایی تیانگانگ مخابره شد.[۱۶۳]
- ۲۲ ژوئن
- رصدخانه امام جعفر صادق آغاز به کار کرد. این رصدخانه در ۹ ژوئن افتتاح شده بود. رصدخانه امام جعفر صادق با مقصود کشف، شناسایی، جستجو و رصد اجسام فضایی ایجاد شده‌است و قادر است با سه روش ردیابی راداری، ردیابی الکترواپتیکی و ردیابی رادیویی به جستجو و ردیابی اجسام فضایی بپردازد.[۱۶۴]
- دانشمندان می‌گویند می‌توان با استفاده از تراشه‌های چوب پوشش داده شده با قلع باتری‌های دوستدار محیط زیست و با دوام ساخت.[۱۶۵]
- ۲۳ ژوئن
- فیزیک‌دانان توانستند شتاب‌گری بسازند که قادر است نیم میلیارد الکترون را به ۲ گیگا الکترون ولت در فاصله ۲/۵ سانتی‌متر شتاب دهد. این محققان که در دانشگاه تگزاس به این دستاورد رسیدند می‌گویند با این دستگاه می‌توان اشعه‌های ایکسی با طول زمانی یک کوآدریلیون ثانیه تولید کرد. این مقیاس زمانی است که مولکول‌ها به ارتعاش درآمده و سریع‌ترین واکنش شیمیایی انجام می‌شود.[۱۶۶]
- ۲۴ ژوئن
- پژوهشگران آزمایشگاه علوم رایانه و هوش مصنوعی دانشگاه MIT الگوریتم مدرنی را طراحی کرده‌اند که قادر است ضربان قلب اشخاص را با ارزیابی حرکات کوچک و غیرقابل حس سر که با جریان خون ناشی از انقباض‌های قلب همراه است، اندازه‌گیری نمایند.[۱۶۷]
- دانشمندان به این نتیجه رسیده‌اند که گیاهان از توانایی انجام ریاضی برخوردار هستند که به آن‌ها یاری می‌کند ذخایر غذایی خود را شب هنگام تنظیم نمایند. یکی از مححققان این دستاورد علمی می‌گوید: مدل‌های ریاضیاتی ثابت کرده که اندازه نشاسته مصرفی در خلال شب با تقسیم در فرآیندی که دربرگیرنده مواد شیمیایی برگ است محاسبه می‌گردد.[۱۶۸]
- ۲۶ ژوئن
- دانشمندان دانشگاه کارنگی ملون توانستند با به‌کارگیری یک نرم‌افزار رایانه‌ای مغز را اسکن کرده و حالت شادی، ناراحتی، عصبانیت و حتی حسادت فرد را شناسایی کنند. این دستاورد برای درمان بیماری‌های روانی مفید خواهد بود.[۱۶۹]
- پژوهش‌گران اهل کره جنوبی توانستند با ایجاد حفاری منفذهای بسیار خردی در دیوار و سپس به‌کارگیری از پوشش دقیق آن‌ها با ورقه‌های نازک پلاستیک، صدا را از دیوار عبور دهند. پیشتر دانش پژوهان کشف کرده بودند که حفره‌های موجود در ورقه‌های فلزی که بسیار کوچکتر از طول موج نور تابیده شده به آنهاست امکان گذر نور بیشتر از حد انتظار را می‌دهد؛ یک ویژگی که انتقال اوپتیکی نام دارد.[۱۷۰]
- دانش‌پژوهان توانستند از میکروب‌های متجاوز برای حمله به باکتری‌های پرخطری که موجب عفونت چشمی مقاوم به آنتی‌بیوتیک و در نهایت نابینایی می‌شود، استفاده کنند.[۱۷۱]
- حامد آذرنوش به همراه همکارانش در مؤسسه عصب‌شناسی مونترال دانشگاه مک‌گیل کانادا یک دستگاه مدرن شبیه‌سازی جراحی با نام جمجمه نرو تاچ را طراحی کردند. این ماشین به پزشکان این اجازه را می‌دهد تا به تمرین اجرای عمل‌های جراحی سخت بدون نیاز به بیمار واقعی بپردازند. این دستگاه همچنین به جراحان این احساس را می‌دهد تا یک عمل جراحی مغز واقعی را با در دست داشتن ابزار جراحی مدیریت کنند.[۱۷۲]

### ژوئیه
- ۱ ژوئیه
- یک دانش آموز کانادایی موفق به اختراع چراغ قوه‌ای شد که انرژی خود را از گرمای دست انسان تأمین می‌کند.[۱۷۳]
- پژوهش‌های گروهی از محققین دانشگاه کلورادو بولدر با کمک تلسکوپ فضایی هابل نشان می‌دهد کهکشان‌های مارپیچی مانند کهکشان راه شیری بسیار بزرگ‌تر و عظیم‌تر از آنچه پیش‌تر تصور می‌شد، می‌باشند.[۱۷۴]
- پژوهشگر ایرانی موفق به غنی‌سازی شیر با بهره‌گیری از نمونه حیوانی در ارتباط با تأمین نیاز انسان شد.  محمدعلی نوروزیان، مبتکر این طرح این دستاورد را با تولید شیر غنی از ید با تغییر جیره غذایی گاوها انجام داده‌است.[۱۷۵]
- ستاره شناسان از شناسایی سامانه شش سیاره‌ای در مجاورت زمین خبر می‌دهند که حداقل سه سیاره آن احتمال پشتیبانی از حیات را دارد. این ستاره در فاصله ۲۲ سال نوری یعنی در فاصله ۲۰۷ تریلیون کیلومتری از ما قرار دارد. این ستاره که Gliese 667 C نام دارد از نظر اندازه تقریباً یک سوم خورشید است.[۱۷۶]
- ۱۰ ژوئیه
- محققین فرانسوی موفق شدند ساعتی بسیار بسیار دقیق نوری بسازند که در هر ۳۰۰ میلیون سال یک ثانیه عقب می‌افتد. این ساعت می‌تواند معیار جدید زمان استاندارد جهانی قرار گیرد و جایگزین ساعت اتمی شود.[۱۷۷]
- ۱۲ ژوئیه
- پژوهشگران فرانسوی و آلمانی برای نخستین بار با استفاده از یک ارتعاش‌گر مکانیکی ساخته شده با نانولوله کربنی به بررسی نیروی مغناطیسی یک مغناطیس مولکولی پرداخته‌اند.[۱۷۸]
- ۱۳ ژوئیه
- ستاره شناسان بی‌سابقه‌ترین جزئیات از تولد بزرگ‌ترین ستاره راه شیری در درون یک ابر تیره واقع در فاصله ۱۰ هزار سال نوری از زمین را رصد کردند. این بزرگ‌ترین پرتوستاره‌ای است که تا به حال در کهکشان راه شیری دیده شده‌است.[۱۷۹]
- یک گروه از دانشجویان اهل جمهوری چک خانه‌ای قابل حمل و تمام بازیافت خورشیدی را ساختند که همه انرژی و سامانه تهویه آن از طریق خورشید تأمین می‌شود.[۱۸۰]
- یک شرکت خودروسازی حس‌گرهایی را آزمایش کرده‌است که با کنترل دمای بدن راننده می‌تواند حمله صرع وی را پیش‌بینی کند و هدایت خودرو را در هنگام حمله برعهده گیرد و آن را بدون هیچ صدمه‌ای در گوشه‌ای پارک کند.[۱۸۱]
- به تازگی پژوهشگران روش نوینی برای شارژ تلفن‌های همراه اختراع کرده‌اند که بر اساس آن می‌توان با بهره‌گیری از خاصیت مغناطیسی آهنربا گوشی‌های هوشمند و تبلت‌ها را شارژ کرد. تحقیقات نشان داده که آهنربا امکان شارژ کردن گوشی‌های موبایل را دارند و شارژ از طریق القاء به کمک میدان مغناطیسی روش خوبی به‌شمار می‌رود.[۱۸۲]
- یک شرکت نیویورکی توانست پوشک‌های دیجیتالی را طراحی کند که قادر است عفونت احتمالی مجاری ادراری، سوء کارکرد کلیه و آبزدایی در نوزاد را گزارش کنند. این پوشک دیجیتالی به همراه یک اپلیکیشن روی تلفن‌های هوشمند عرضه می‌شود که می‌تواند از طریق آن اطلاعات را دربارهٔ سلامت کودک به پزشک ارسال کند.[۱۸۳]
- آژانس‌های فضایی اروپا و فرانسه طرح موشک آینده آریان ۶ را تأیید کردند. این موشک که جایگزین آریان ۵ سنگین‌وزن و سایوز روسی در پایگاه فضایی اروپا می‌شود در دهه ۲۰۲۰ کار خود را آغاز می‌کند.[۱۸۴]
- محققان دانشکده پزشکی دانشگاه جانزهاپکینز مریلند ثابت کردند که اشخاص شاد به ندرت دچار حمله قلبی و بیماری عروق کرونر می‌شوند.[۱۸۵]
- محققان مؤسسه درمان ژنتیکی سن رافائل واقع در ایتالیا به تازگی دریافتند که ویروسی که موجب بروز بیماری ایدز می‌شود، توانایی درمان دونوع بیماری ژنتیکی را دارد.[۱۸۶]
- محققین ایرانی با مطالعه بر روی نانوبیوسرامیک‌های شیشه زیست فعال و هیدروکسی آپاتیت مشتق از استخوان حیوان، موفق به دستیابی به قابلیت افزایش زیستایی و تکثیر سلول‌های بنیادی مغز استخوان انسان شدند.[۱۸۷]
- دانشمندان سوئدی ثابت کردند ورزش مستمر و حداقل شش ماه فعالیت بدنی منظم می‌تواند به بهبود فعالیت ژنی سلول‌های چربی کمک کند.[۱۸۸]
- مریخ نورد جدید ناسا با مقصود یافتن زندگی میکروبی و جمع‌آوری نمونه برای بازگرداندن به زمین، سال ۲۰۲۰ میلادی راهی سیاره سرخ خواهد شد. ناسا تنها آژانس فضایی جهان محسوب می‌شود که موفق به فرود موفقیت‌آمیز چند مریخ نورد و انجام آزمایش‌هایی بر سطح مریخ شده‌است.[۱۸۹]
- ۱۴ ژوئیه
- پژوهشگران آلمانی توانستند قلم دیجیتالی با قابلیت اصلاح دست خط و تصحیح غلط‌های املایی اختراع کنند. قلم دیجیتال لرن اشتیفت یک خودکار معمولی با جوهر واقعی است که درون آن از یک حسگر حرکتی مخصوص، یک ریز رایانه لینوکس با باتری قلمی و تراشه وای فای استفاده شده‌است.[۱۹۰]
- ۲۰ ژوئیه
- دانشمندان آمریکایی در آزمایشگاه کروموزومی را که موجب بروز نشانه‌های سندروم داون در انسان می‌شود را خاموش کردند.[۱۹۱]
- گروهی از پژوهشگران دانشگاه سیدنی روش ساده‌ای برای تبدیل سیگنال‌های امواج مغزی افراد مبتلا به صرع به صوت را طراحی کردند.[۱۹۱]
- محققان مرکز تنظیم ژنومی (CRG) واقع در بارسلونای اسپانیا موفق به احیای شبکیه چشم با استفاده از برنامه‌ریزی عصبی شدند.[۱۹۱]
- ۲۱ ژوئیه
- پژوهشگران فرانسوی موفق به کشف بزرگترین ویروس جهان به طول یک میکرومتر شده‌اند که دو برابر اندازه مگا ویروس است. نام این ویروس پاندوراویروس است.[۱۹۲]
- پژوهشگران فرانسوی قلب مصنوعی با استفاده از گوشت گاو تولید کرده‌اند که می‌تواند در آینده برای اشخاص نیازمند پیوند قلب مورد استفاده قرار بگیرد.[۱۹۳]
- دانشمندان دانشگاه لوزان در سوئیس و دانشگاه سن دیه گو در کالیفرنیا با هدف بهبود قدرت بینایی اشخاص مبتلا به پیرچشمی که با افزایش سن پدید می‌آید، گونه‌ای لنزهای تماسی ساخته‌اند که قابلیت بزرگنمایی تصاویر تا ۸/۲ برابر را دارد.[۱۹۴]
- پژوهشگران بریتانیایی دریافتند جهش تناوبی حاصله در هسته زمین هر ۹/۵ سال موجب تغییر طول روز می‌شود.[۱۹۵]
- قانونگذاران در آمریکا با ارائه لایحه‌ای سعی دارند یک بوستان ملی بر روی ماه احداث کنند. این لایحه که «قانون میراث فرود کاوشگر آپولو» نام دارد به کمیته علم، فضا و فناوری و کمیته منابع طبیعی مجلس آمریکا ارائه شده‌است.[۱۹۶]
- دانشمندان آمریکایی موفق به اختراع نخستین اسکنر فراصوت دنیا برای گوشی‌های هوشمند شدند که قادر است مراقبت‌های بهداشتی در کشورهایی که دارای فناوری‌های کافی نیستند را دگرگون کند.[۱۹۶]
- پژوهشگران روباتی ماری شکل طراحی کرده‌اند که به بررسی انرژی هسته‌ای از بین رفته در گیاهان می‌پردازد. این روبات که در یک نیروگاه هسته‌ای ساخته شده قابلیت دارد با ابزار خود به بررسی وجود یا عدم وجود انرژی هسته‌ای در گیاهان بپردازد. این روبات دارای دوربین و ال‌ای‌دی است که با دقت هر چه تمام‌تر محیط مورد نظر را بررسی می‌کند. حرکت این روبات دقیقاً مانند حرکت یک مار پیچشی است.[۱۹۶]

### سپتامبر
- ۱ سپتامبر
- تیم پژوهشی دانشگاه کالیفرنیا به سرپرستی علی جاوه‌ای دانشمند ایرانی موفق به ساخت پوست الکترونیکی از لایه نازک پلیمری حاوی نانوسیم شده‌است که انعطاف‌پذیر بوده و از حساسیت بالایی برخوردار است. این تیم تحقیقاتی شبکه‌ای از حسگرها را روی پلاستیک انعطاف‌پذیر ایجاد کرده‌اند. این پلاستیک به فشار حساس بوده، به‌طوری‌که با اعمال فشار بیشتر روی آن، نور بیشتری منتشر می‌کند.[۱۹۷]
- ۲۳ سپتامبر
- سیستم آشکارساز الکترونیک برخورد امواج ذرات طوفان‌های مغناطیسی خورشیدی بر سطح یونسفر زمین ساخته شده و تحت عنوان: «دستگاه مطالعات فوتوالکترونیک خورشیدی در فرکانس شنوائی» در اداره ثبت اختراعات کشور ثبت گردید. این سیستم با آشکارسازی برخورد طوفانهای خورشیدی بر سپر مغناطیسی زمین که به‌طور زنده و دارای فرکانس شنوائی می‌باشد امکان مطالعه تأثیرات امواج مغناطیسی خورشید بر پدیده‌های مغناطیسی و ژئومغناطیسی زمین را فراهم می‌آورد.[۱۹۸][۱۹۹][۲۰۰]

### اکتبر
- ۱۸ اکتبر
- ماه‌گرفتگی ۱۸ اکتبر ۲۰۱۳ روی خواهد داد. این خسوف سومین و آخرین ماه‌گرفتگی در سال ۲۰۱۳ است.[۲۰۱]

### نوامبر
- ۳ نوامبر
- خورشیدگرفتگی ۳ نوامبر ۲۰۱۳ که از نوع مرکب است روی خواهد داد.[۲۰۲]

### تاریخ نامشخص
- ریز ماهواره دانشجویی آلتو-۱ توسط دانشجویان دانشگاه آلتو (دانشکده علوم رادیویی و مهندسی) در فنلاند به فضا پرتاب می‌گردد. این ماهواره که یک ماهواره با سوخت خورشید است، نخستین ماهواره پرتابی فنلاند به فضا می‌باشد و ۳ کیلوگرم وزن دارد.[۲۰۳] این ماهواره بر پایه ماهواره‌های مکعبی ساخته شده‌است.[۲۰۴]